# Gaz de schiste
Ne doit pas être confondu avec huile de schiste.
Le gaz de schiste, également appelé gaz de roche-mère (ou plus rarement au Québec « gaz de shale »), est un gaz naturel contenu dans des roches marneuses ou argileuses riches en matières organiques, roches qui peuvent avoir une structure litée de schiste. Contrairement au gaz naturel conventionnel qui est retenu dans une roche perméable permettant une exploitation facile, le gaz de schiste est piégé dans les porosités d'une roche rendue imperméable par l'argile qu'elle contient. L'extraction du gaz de schiste, particulièrement difficile, nécessite le recours systématique aux techniques combinées du forage directionnel et de la fracturation hydraulique à grands volumes particulièrement coûteuses. Les roches-réservoir contenant du gaz de schiste peuvent aussi contenir de l'huile de schiste (pétrole non conventionnel), mais dans des proportions beaucoup plus faibles.
L'exploitation à grande échelle du gaz de schiste a démarré au cours des années 2000 lorsque le prix des hydrocarbures de roche-mère s'est établi durablement au-dessus d'un seuil élevé en relation avec la stagnation de la production du pétrole et du gaz conventionnel et la croissance de la consommation énergétique mondiale. Ces prix ainsi que les avancées dans le domaine des techniques d'extraction ont permis de financer les investissements très importants nécessaires pour permettre la mise en production de nombreux puits aux États-Unis. Ce pays a joué un rôle de pionnier dans la mise en exploitation de cette nouvelle ressource : le gaz de schiste y représentait en 2012 une proportion importante du bouquet énergétique, mais en 2013 sa progression s'est interrompue, les investissements ont chuté et les prix du gaz ont nettement remonté. Grâce au gaz de schiste les États-Unis sont passés en 2012 du 4e au 6e rang dans le classement des importateurs nets de gaz naturel et dans l'avenir pourraient, selon certaines prévisions, redevenir un exportateur net d'énergie. Les réserves dans le monde sont estimées en 2013 à 207 billions de mètres cubes de gaz de schiste (32 % des réserves totales de gaz naturel) et 345 milliards de barils d'huile de schiste (10 % des réserves totales de pétrole). Les réserves de gaz de schiste sont réparties sur tous les continents mais la Chine, l'Argentine, l'Algérie et les États-Unis en sont dans cet ordre les plus gros détenteurs. De 2010 à 2012, l'augmentation de la production de gaz de schiste aux États-Unis et au Canada a entraîné une pression à la baisse du prix du gaz qui a réduit la capacité de la Russie à dicter des prix élevés pour le gaz naturel qu'elle exporte vers l'Europe ; les effets du boom du gaz de schiste sur les marchés internationaux de l'énergie ont été très importants, en particulier en Europe : hausse de la production d'électricité à base de charbon aux dépens du gaz, diminution de l'attractivité économique des énergies renouvelables, etc.
Les problèmes environnementaux associés à l'extraction du gaz de schiste, notamment l'utilisation intensive et la pollution des réserves d'eau, l'augmentation des tremblements de terre ainsi que l'émission de gaz à effet de serre, entraînent dans certains pays, y compris aux États-Unis, une défiance de l'opinion publique. Le sujet fait l'objet de controverses très vives qui opposent d'une part ceux qui voient dans la mise en exploitation de cette ressource de gaz non conventionnel un moyen de diminuer les importations énergétiques et d'augmenter les revenus du pays ainsi que par l'industrie pétrolière et d'autre part différents mouvements mettant en avant des arguments de sécurité et d'écologiques.
Pour cette raison, dans certains pays comme la France, la recherche et la production du gaz de schiste font l'objet en 2013 d'un moratoire. Depuis fin 2018, du gaz de schiste américain est importé en France. En 2024, pour la première fois, l'EIA observe une tendance annuelle à la baisse pour l'extraction de gaz de schiste aux Etats-Unis, non pas en raison d'un épuisement des réserves, mais d'une baisse des cours du gaz qui rend certains forages non rentables.

Carte d'estimations des réserves de gaz de schiste : 48 grands bassins répartis dans 38 pays étudiés par l'EIA en 2011.
Bassins avec ressources estimées
Bassins avec ressources non estimées
Pays étudiés
Pays non étudiés

## Géologie

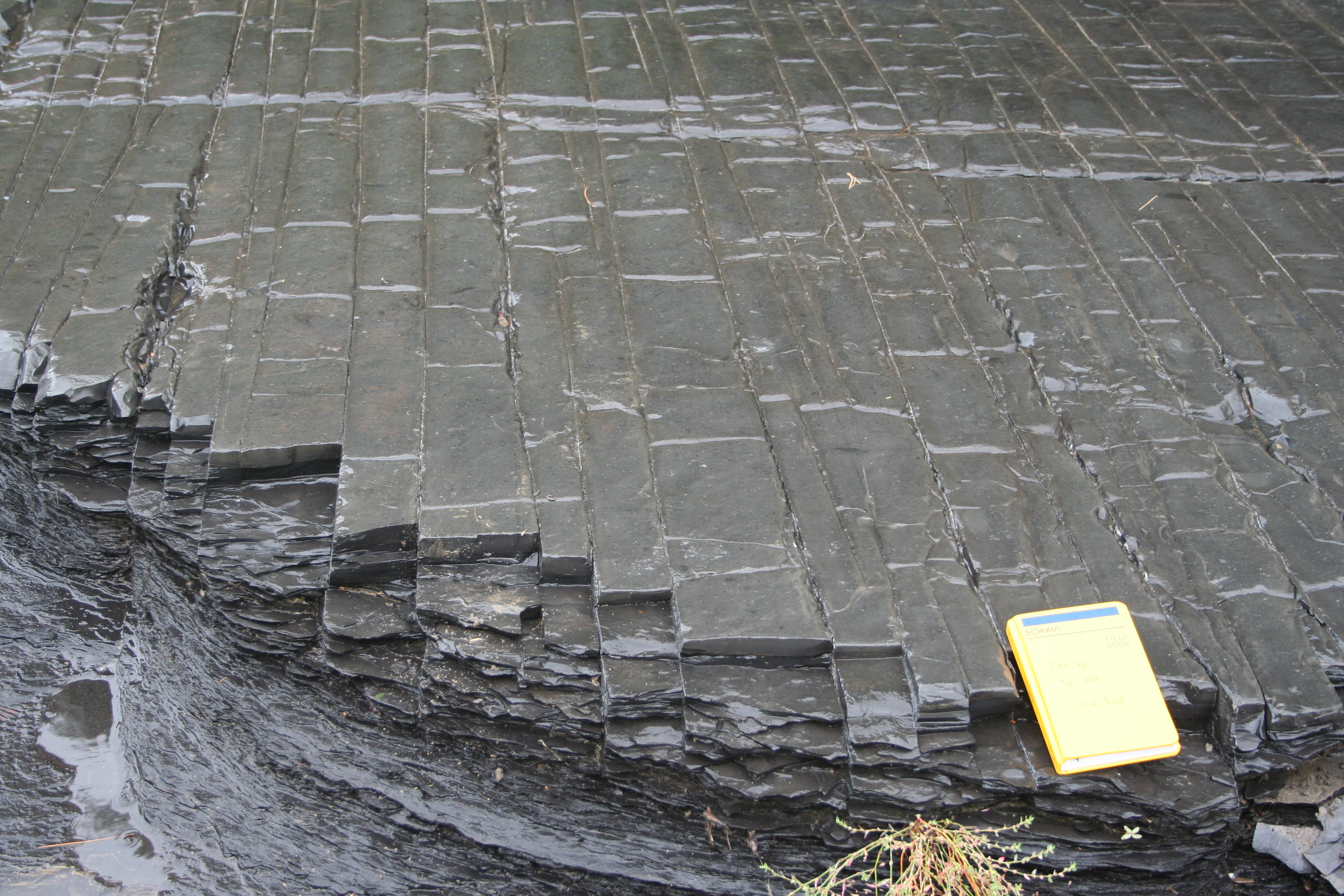
Le gaz de schiste est extrait notamment des schistes noirs d'Utica présents dans la région de New York.

Le gaz de schiste est présent dans certains « schistes » argileux sédimentaires non-métamorphiques, aussi appelés « shale » au Canada, « shale » désignant toute « roche sédimentaire litée à grain très fin, en général argileuse ou marneuse », le terme lithologique francophone approprié pour la roche en tant que telle étant argilite ou parfois siltite, selon la granulométrie. En effet, en géologie, le mot schiste désigne plus largement des roches métamorphiques feuilletées ou non. Contrairement au gaz naturel conventionnel qui migre et se concentre dans des roches réservoirs poreuses, le gaz de schiste reste piégé dans la roche-mère qui lui a donné naissance et est donc faiblement concentré. Il se compose essentiellement de méthane. Les couches de schistes sédimentaires dans lequel il se forme se trouvent à des profondeurs comprises généralement entre deux et quatre kilomètres et forment des bancs de plusieurs centaines de mètres de long. L'épaisseur, qui est variable, peut permettre une extraction économiquement viable si elle dépasse 30 mètres.
Le gaz de schiste est exploité depuis des années (gaz conventionnel) dans des schistes fracturés naturellement, mais la matrice rocheuse des schistes présente une faible perméabilité (le gaz y est piégé dans les pores ou des résidus de matière organique). L'exploitation commerciale à grande échelle nécessite donc une fissuration artificielle de la roche, voire l'utilisation de produits chimiques pour augmenter la perméabilité du schiste et la désorption du gaz ; l'essor du gaz de schiste ces dernières années a été stimulé par l'utilisation à grande échelle de la technique de fracturation hydraulique. Le taux de récupération possible est de l'ordre de 20 à 40 %.
Les schistes ayant un potentiel économique gazier sont riches en matières organiques (0,5 % à 25 %). Ce sont habituellement des roches sources pétrolières à l'origine de gaz thermogéniques (l'action de la chaleur et les pressions élevées convertissent le pétrole en gaz naturel). Ils doivent être assez fragiles et assez rigides pour se fracturer et maintenir leurs fractures ouvertes. Dans certaines régions, les couches schisteuses à fort rayonnement gamma naturel sont réputées plus productives : un niveau élevé de rayonnement gamma est souvent corrélé à une forte teneur en carbone organique. Ce sont des schistes gris foncé, éventuellement carbonés et calcaires.

## Techniques d'extraction

Schéma des différents types de source géologique du gaz naturel A Gaz associé (aux gisements de pétrole), B Gaz conventionnel non associé, C Gaz de houille, D Gaz de réservoir ultracompact, E Gaz de schiste

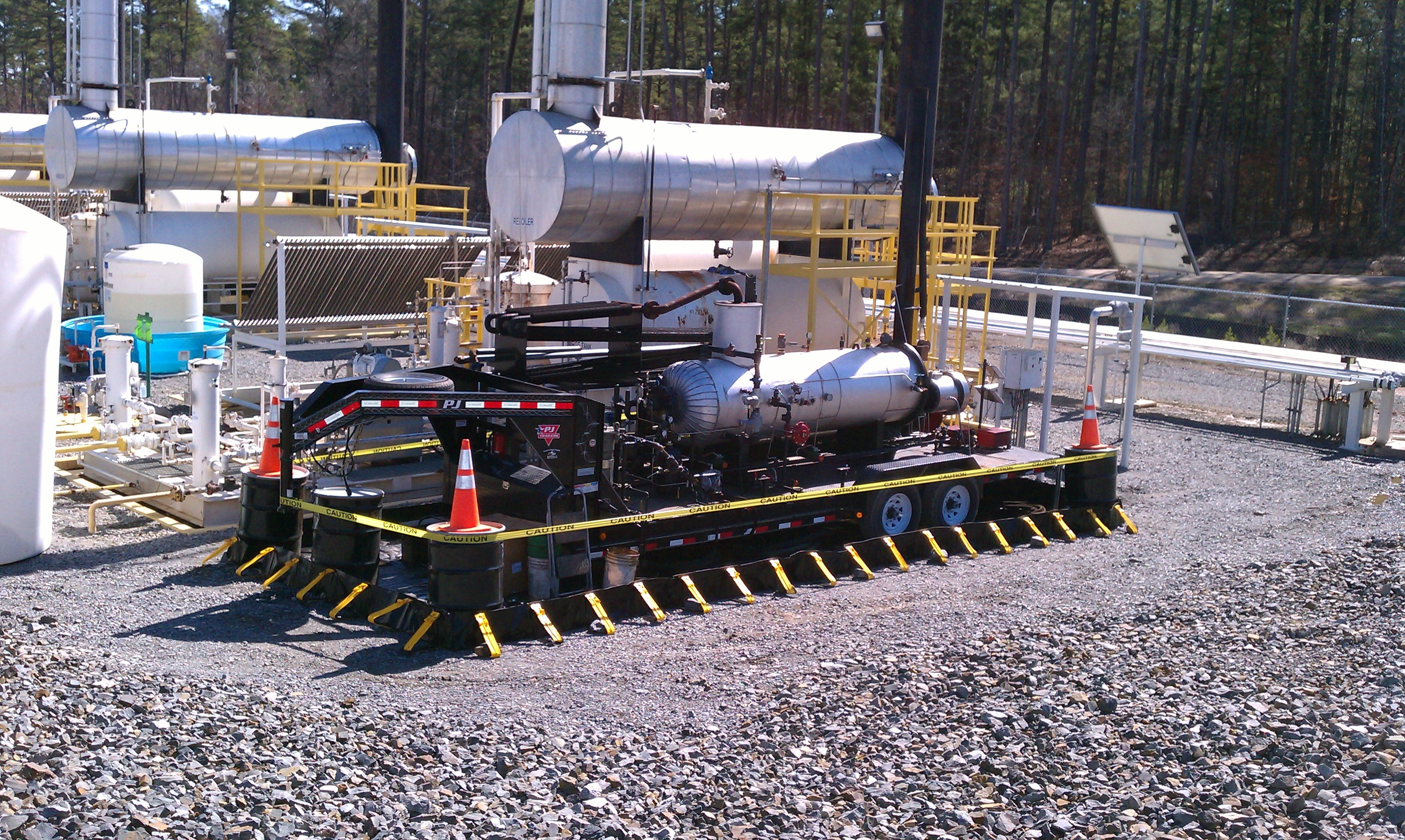
Installation en surface pour les opérations de fracturation.

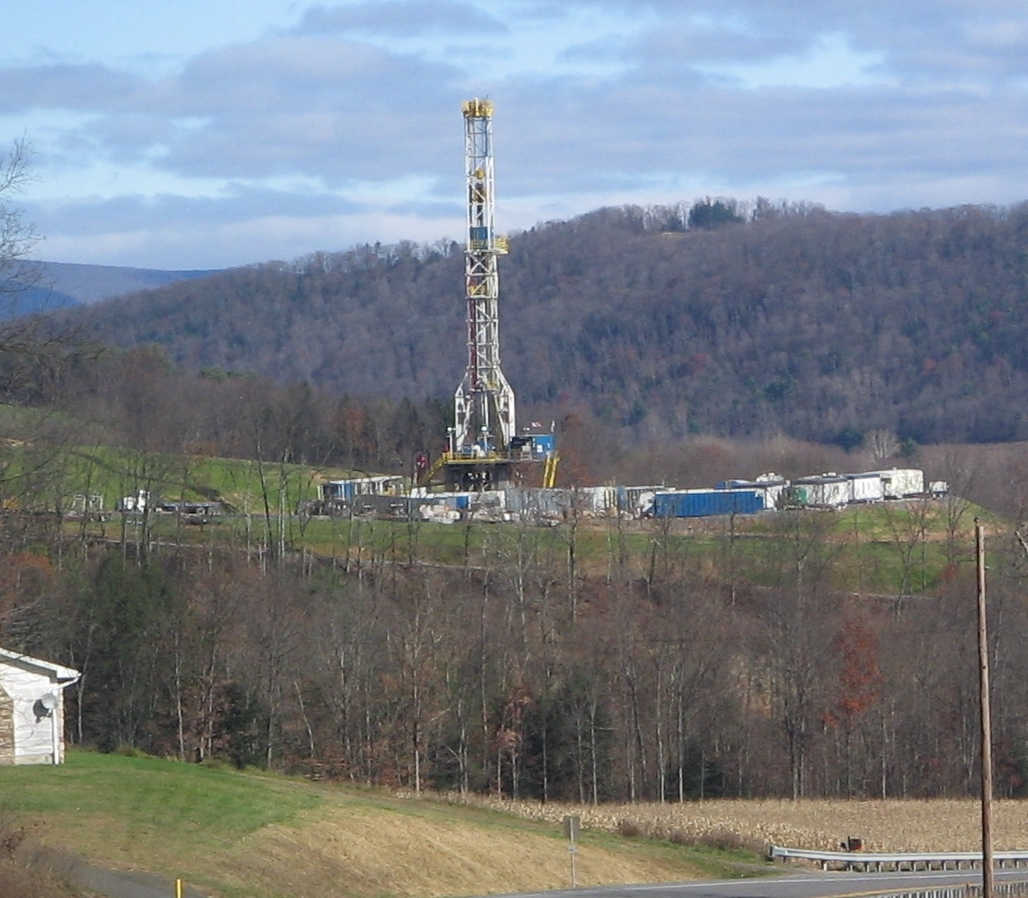
Derrick et plateforme de forage d'un puits de gaz de schiste à Marcellus (Pennsylvanie, États-Unis).

La technique d'extraction la plus courante s'appuie sur le forage dirigé avec de longues portions horizontales associé à la fracturation hydraulique.

### Forage directionnel
Dans un forage directionnel, le puits foré comprend une partie verticale destinée à atteindre la bonne profondeur (entre 1 500 et 3 000 m) et une partie horizontale longue de plusieurs kilomètres qui permet de drainer dans sa longueur la couche géologique contenant le gaz, comme le montre le schéma ci-contre. L'objectif du forage horizontal est d'augmenter la surface du puits en contact avec le gisement pour compenser la faible perméabilité de la roche. Dans le schiste, un puits de ce type, malgré l'utilisation de la fracturation hydraulique, ne permet de drainer qu'un volume de roche limité : latéralement environ 150 mètres de part et d'autre du puits et verticalement quelques dizaines de mètres (limité par l'épaisseur de la roche mère). Il faut donc forer beaucoup plus de puits que dans le cas de l'extraction d'hydrocarbures conventionnels. Pour limiter l'emprise au sol des installations, les têtes de puits sont regroupées en un point central (puits en cluster) pouvant comprendre de 10 à 30 puits,. La multitude de puits forés en fait une technique mal adaptée aux milieux urbanisés ou caractérisés par une densité de population importante.

### Fracturation hydraulique
La fracturation hydraulique (ou fracking) consiste à provoquer avant la mise en production du puits un grand nombre de micro-fractures (de l'ordre du millimètre) dans la roche contenant le gaz, ce qui rend celle-ci poreuse et permet au gaz ou à l'huile de schiste de se déplacer jusqu'au puits afin d'être récupéré en surface. La fracturation est obtenue par l'injection d'eau à haute pression (environ 300 bars à 2 500 mètres de profondeur et au moins 500 bars à 3 km) dans la formation géologique en passant par le puits horizontal. L'eau qui est injectée contient des additifs variés afin d'améliorer l'efficacité de la fracturation :
- du sable : de granulométrie adaptée, il doit s'insinuer dans les micro-fractures et empêcher qu'elles se referment ;
- des biocides : ils sont destinés à réduire la prolifération bactérienne dans le fluide et dans le puits. Des microorganismes peuvent en effet dégrader les hydrocarbures, contribuer à l'acidification des puits et corrodent les équipements, bloquent de vannes, dégradent des capteurs. Les puits sont ensemencés en bactéries par les fluides de forage, puis par les injections de fracturation[14]. Ceci explique que s'y développent des souches de micro-organismes : bactéries et archées associées au processus de fermentation, d'oxydation des hydrocarbures, ou au métabolisme basé sur le soufre dont par exemple des bactéries hétérotrophes du genre Vibrio ou Pseudomonas ou autotrophes du genre Arcobacter ou (moindrement) méthanogènes, éventuellement halotolérantes du genre  Methanohalophilus et Methanolobus. Si le substrat géologique est riche en sel, des organismes ou souches halotolérant(e)s seront naturellement sélectionné(e)s (Halolactibacillus, Marinobacter, Halanaerobium, Halomonas, Pseudomonas...)[14].
Certaines sont hautement résistantes (y compris aux biocides et aux métaux lourds ou métalloïdes naturellement fréquents dans les forages profonds), et pour certaines capables de se nourrir d'hydrocarbures : c'est le cas de souches des espèces Serratia marcescens et de Pseudomonas aeruginosa (ex : souches GS9–119, LBI, DS10–129... notamment trouvées dans les sols pollués et les déchets liquides de l'industrie pétrolière[15]) capables de former un biofilm encroûtant, de sécréter un surfactant émulsifiant (glycolipide)[16], de se nourrir d'hydrocarbures (tels que diesel, essence, du kérosène et même huiles lubrifiantes[17], contribuant probablement à l'épuration de sols pollués par des hydrocarbures[18] ;
- des lubrifiants qui favorisent la pénétration du sable dans les micro-fractures ouvertes par la pression de l'eau ;
- des détergents qui augmentent la désorption du gaz et donc la productivité des puits.

La fracturation est réalisée une fois le forage terminé. Elle s'effectue en plusieurs étapes dont le nombre est d'autant plus important que la roche-mère est imperméable. En moyenne, pour une longueur de puits horizontal d'un kilomètre, il faut 30 opérations de fracturation qui consomment chacune environ 300 m3 d'eau, 30 tonnes de sables et 0,5 % d'additifs (chiffres fournis par la société pétrolière Total),.

### Déroulement
L'exploitation d'un gisement débute par une phase d'étude géologique et géophysique et éventuellement la réalisation de forages d'exploration. La mise en production d'un puits de gaz de schiste débute par la pose d'un derrick avec une emprise au sol d'environ 1 hectare. Un puits vertical est foré pour atteindre le gisement. L'étanchéité de la partie verticale du puits qui joue un rôle critique dans l'absence de contamination de la nappe phréatique est réalisée par l'installation de tubages en acier (casing) puis la cimentation de l'espace existant entre la roche et le tubage. Le forage de la partie horizontale du puits qui peut se prolonger sur 1 à 2 kilomètres dure en moyenne de 4 à 8 semaines. La trajectoire de la tête de forage, qui est inclinable et guidée depuis la surface, est connue grâce à des instruments reposant notamment sur des systèmes inertiels et la mesure du champ magnétique. Un tubage est ensuite installé dans la partie horizontale du puits puis perforé à l'aide de charges explosives de quelques grammes pour permettre la collecte du gaz naturel. Les installations de forage sont alors démontées. La phase de fracturation qui suit s'étale généralement sur plusieurs jours. Une fois achevée, l'eau injectée est pompée et stockée en surface avant d'être retraitée. Le puits entre alors en production : cette phase, qui peut durer une dizaine d'années peut être complètement passive ; toutefois l'opération de fracturation peut être répétée afin de réactiver le réseau de fissures lorsque la production diminue (multifracking),. Comme dans un forage classique une fois l'exploitation achevée, le forage est refermé avec des bouchons de ciment mesurant entre 50 et 100 m d'épaisseur à plusieurs niveaux différents.
En synthèse, les principales différences du processus d'extraction du gaz et de l'huile de schiste par rapport aux gisements classiques sont : 
1. le gaz n'est pas concentré dans une roche réservoir perméable mais diffus dans la roche mère rendue artificiellement perméable sur une distance réduite autour du puits. Un puits ne draine donc qu'un faible volume de roches et ramène relativement peu de gaz. Pour produire une même quantité de gaz, il faut multiplier les puits ce qui nécessite, pour une même quantité de gaz produit, des investissements nettement plus importants.
2. la quantité d'eau injectée (volume de plusieurs centaines de fois supérieur à l'extraction de gaz conventionnel) nécessite des installations de retraitement particulièrement importantes et peut créer des conflits avec les autres usagers (agriculteurs…)
3. la courbe de production se caractérise par un pic prononcé mais court en début de vie puis une décrue rapide jusqu'à seuil peu élevé sans plateau intermédiaire (expliqué par le point 1). Cette caractéristique nécessite la multiplication des puits.
4. le taux de récupération d'un gisement de gaz de schiste est actuellement en moyenne de 20 % contre 75 % pour les gisements de gaz conventionnel.

### Historique
Les forages horizontaux comme la fracturation sont des méthodes d'extraction utilisées depuis longtemps pour les hydrocarbures classiques (c'est-à-dire autre que les huiles et gaz de schiste) : le forage horizontal s'est généralisé dans les années 1980, et les débuts de la fracturation hydraulique remontent à 1948. Plus de 10 000 fracturations sont effectuées chaque année dans le monde, y compris pour la géothermie ou la production d'eau potable. Depuis la fin du XXe siècle, cette extraction a augmenté chaque année, dont aux États-Unis, mais en 2024, pour la première fois, l'Agence internationale de l'énergie (AIE) observe une tendance annuelle à la baisse, non pas en raison d'un épuisement des réserves ou d'une volonté de moins extraire d'hydrocarbures fossiles du sous-sol, mais uniquement — selon l'AIE — d'une baisse des cours du gaz qui rend certains forages non rentables. « Plusieurs exploitants de Haynesville et du bassin des Appalaches ont arrêté la production et ont l'intention de poursuivre les réductions au cours du second semestre 2024 », note l'EIA, mais l'extraction de gaz de schiste a augmenté dans le Bassin Permien où il est « associé » à l'extraction de pétrole L'extraction pourrait repartir à la hausse en 2025.

### Techniques d'extraction alternatives
Plusieurs techniques d'extraction alternatives sont actuellement à l'étude : remplacement de l'eau par du gaz comme le propane, stimulation par arc électrique ou chauffage de la roche, mais elles sont encore balbutiantes. Celle qui semble la plus propre, baptisée fracturation exothermique non hydraulique ou fracturation sèche, inventée pour les forages en région arctique où l'eau gèle trop rapidement, n’utilise ni eau, ni explosifs, ni acides, ni solvants, mais de l'hélium chaud. En 2013, lors d'un colloque sur les alternatives à la fracturation organisé par le Sénat à Paris, les industriels ont considéré qu'il n'y avait pas d'alternative aujourd'hui disponibles à la fracturation hydraulique.
La technique de fracturation au fluoropropane (en réalité du 1,1,1,2,3,3,3-heptafluoropropane) a été médiatisée par le rapport de l'Office parlementaire des choix scientifiques et technologiques (OPECST) sur les techniques alternatives à la fracturation hydraulique, publié fin 2013. L’Opecst avait alors auditionné John Francis Thrash, PDG d’EcorpStim, une des deux sociétés (avec la société canadienne Gasfrac) qui utilisent cette technique en Amérique du Nord. Malgré le peu de retour d’expérience, Ecorpstim en avait présenté un bilan très positif. Officiellement, les responsables de Total estiment que cette technique n’a pas encore fait ses preuves et préfèrent continuer à avoir recours à la fracturation hydraulique dans les États où celle-ci ne fait pas l’objet d’un moratoire. La viscosité du propane lui permet de pénétrer plus facilement dans les micropores et interstices de la roche que l'eau pour y chasser le gaz ; il permet de moins gaspiller d’eau et de produits chimiques décriés par les opposants à la fracturation hydraulique ; contrairement au propane, le fluoropropane n'est pas inflammable, mais la manipulation du gaz de fluoropropane liquéfié, forme sous laquelle il doit être injectée, est plus complexe que celle de l’eau ; autre avantage : il est réutilisable à 95 %, contre 30 % pour l’eau. Son coût élevé limite cependant son usage selon l'OPECS, et les exploitants aux États-Unis continuent à avoir essentiellement recours à la fracturation hydraulique. L'OPECST ajoute que ce gaz est aussi un « danger pour le climat » (il constitue déjà 0,05 % des émissions totales de gaz à effet de serre, et son pouvoir de réchauffement est près de 3 000 fois plus élevé que celui du dioxyde de carbone selon les experts de l’ONU. L'utiliser "nécessiterait donc de prévenir et de contrôler les fuites susceptibles de survenir à tous les stades de la chaîne de production", et contreviendrait aux engagements de l’UE prévoyant de réduire l'usage de gaz fluorés de 80 % d'ici 2030.

## Aspects économiques

### Aspects micro-économiques - Rentabilité des extractions
Des gisements de gaz de schiste ont été exploités depuis plus d'un siècle dans le bassin des Appalaches et dans le bassin de l'Illinois aux États-Unis, mais ces puits n'étaient économiquement rentables que grâce à une forte déréglementation et une politique active de subventions (« fiscalité noire » traduite en crédits d'impôts). Les hausses du prix du gaz naturel des années 2000 et les progrès technologiques de la fracturation hydraulique et des forages horizontaux ont depuis amélioré la rentabilité du gaz de schiste. Ses coûts de production sont généralement plus élevés que ceux des gisements traditionnels, en raison des coûts élevés du forage horizontal et de la fracturation hydraulique, et du cycle de vie très court des puits. Le coût total d'un seul forage s'élèverait entre 8 et 10 millions de dollars dont 40 à 50 % pour la plateforme de forage, 8 à 10 % pour l’acquisition des tubes et coffrages et 30 à 40 % pour la fracturation hydraulique. Il existe des incertitudes sur la rentabilité de leur exploitation sur d'autres zones géographiques, d'autant que dans le même temps, la forte production aux États-Unis, liée à une demande de gaz moindre a fait chuter le cours du gaz.
L'économiste Benjamin Dessus explique dans une étude sur le modèle économique des gaz de schiste que l'intérêt des pétroliers américains pour cette opportunité d'investissement s'explique par le profil temporel de la production des puits de gaz de schiste, qui baisse fortement dès la deuxième année et s'épuise en 6 ans en moyenne, alors que la production d'un gisement conventionnel persiste pendant plusieurs décennies ; or les règles fiscales permettent d'amortir l'investissement en totalité dès la première année, ce qui permet de le rentabiliser très rapidement, après quoi on fore de nouveaux puits, et ainsi de suite, en profitant de la proximité géographique pour minimiser les coûts de forage ; ce modèle spéculatif confère à cette activité une grande volatilité : elle peut s'effondrer très rapidement à la moindre modification substantielle de ses paramètres économiques.
L'Amérique du Nord domine le développement et la production de gaz de schiste, qui y a été dopé par le succès économique du Barnett Shale au Texas, lequel a stimulé la recherche d'autres sources de gaz de schiste aux États-Unis et au Canada. Cependant, en 2013, les compagnies pétrolières ont réduit de moitié leurs investissements en Amérique du Nord dans le pétrole et le gaz non conventionnel, qui sont tombés de 54 milliards de dollars au premier semestre 2012 à 26 milliards pour les six premiers mois de 2013, selon l’agence Bloomberg ; il y a cinq fois moins de rigs (appareils de forage) sur les gaz secs (non associés à du pétrole) qu’il y a cinq ans, la plupart ayant migré vers les régions riches en huile de schiste (shale oil) ; un puits de gaz de schiste produit beaucoup au début, nettement moins ensuite : le plus gros est donc extrait les premiers mois ; suivant les zones, le coût d’extraction du gaz oscille entre 3 et 8 dollars par million de BTU (soit 28 m3) alors qu’il n’est vendu que 3,77 dollars ; à ce prix, il n’est pas rentable.
Des études du cabinet AT Kearney et de Bloomberg New Energy Finance (BNEF) montrent que de nombreux facteurs interdisent d'extrapoler le succès du gaz de schiste aux États-Unis au reste du monde :
- les réserves ne peuvent être connues qu'après que des forages ont été faits ;
- les faibles coûts américains ne seraient pas possibles en France ou au Royaume-Uni, du moins pas de suite : il faudrait des années pour acquérir l'expertise nécessaire et développer les dizaines de milliers de puits et milliers de kilomètres de canalisations et certains facteurs sont non transposables (par exemple, les machines de forage américaines ne passeraient pas sur nos routes, trop étroites) ;
- la densité de population est bien plus élevée en Europe, la sensibilité au paysage et à l'effet de serre, ainsi que les réglementations sur l'environnement, l'eau, l'air et la santé y sont bien plus contraignantes ;
- les prix actuels du gaz aux États-Unis sont trompeurs ; ils reflètent une situation d'excès d'offre passagère : « Le prix ne peut pas rester à ce niveau car sinon les pétroliers ne continueront pas ; les petits producteurs indépendants souffrent, les seuls puits rentables sont ceux où on extrait du gaz, mais aussi des condensats et de l'huile. »
- la baisse des émissions de CO2 (par rapport au charbon) constatée aux États-Unis (qui est d'ailleurs compensée par la hausse des émissions de méthane) n'est pas reproductible dans une grande partie de l'Europe, dont en France, où le charbon a depuis les années 1990 presque disparu ;
- le manque d'eau ou la vulnérabilité des nappes pourraient freiner le développement de la fracturation hydraulique, qui nécessite d'énormes quantités d'eau ; c'est déjà le cas pour certains gisements américains, et ce serait le cas en Chine et dans de nombreuses régions très urbanisées et/ou chaudes et sèches notamment.

Ainsi, début 2013, alors que le British Geological Survey se préparait à publier la mise à jour (à la hausse) de son estimation de ressource faite en 2010 (soit 5,3 milliards de pieds cubes de réserves récupérables de gaz de schiste), une étude de Bloomberg New Energy Finance (BNEF) concluait que l'exploitation de ce gaz par l'Angleterre serait plus coûteuse qu'aux États-Unis et, malgré ces ressources importantes, ne compenserait pas la chute de production du gaz classique. Elle ne ferait donc pas diminuer le prix du gaz qui continuerait à s'aligner sur le prix du gaz importé. Selon BNEF, à production égale, un puits coûterait deux à trois fois plus cher en Europe qu'aux États-Unis (et de 7,10 $ à 12,20 $/MMBtu pour le Royaume-Uni), sans même inclure les éventuels coûts supplémentaires de construction de réseaux locaux et de traitement du gaz nécessaire à l'obtention d'un produit compatible avec les standards du marché européen du gaz. Si le gaz anglais n'est pas naturellement sec et propre, les coûts de traitement peuvent être très importants selon BNEF. De plus le réseau et les puits ne pourraient être prêts que longtemps après le début de la pénurie du gaz naturel anglais qui ne fournissait déjà plus que 50 % de la consommation du pays en 2012 ; compenser ce besoin nécessiterait selon BNEF de forer près de 10 000 puits en 15 ans (en considérant les hypothèses de débit les plus optimistes), avec jusqu'à près de 1 000 puits à construire par an pour la période de transition. Si le débit est plus faible que prévu, jusqu'à 20 000 puits seraient nécessaires, ce qui reviendrait à drainer et couvrir un territoire plus de deux fois plus vaste que le Lancashire, alors que la densité de population est bien plus élevée en Europe de l'Ouest et au Royaume-Uni, que les codes miniers et les droits miniers diffèrent de ce qu'ils sont aux États-Unis où les droits du sous-sol sont plus facilement négociables.

#### Bilan négatif aux États-Unis après quatre ans d'exploration
Bloomberg rapporte en mai 2014 que depuis 2010, la dette des 61 entreprises américaines qu'elle suit a doublé en quatre ans d'exploration, passant à 163,6 milliards de dollars US. Les réserves s'épuisent plus rapidement qu'escompté, obligeant à forer plus profondément, augmentant ainsi les coûts. La filiale HighMount Exploration & Production LLC de Loews Corporation a par exemple perdu 20 millions de dollars pendant les 3 premiers mois de l'année et a accumulé des pertes financières en 2012 et 2013. Loews décide de se recentrer sur la prospection pétrolière et de fermer HighMount, se plaignant de la difficulté à trouver des gisements et de la chute du prix du gaz naturel. 26 de ces 61 compagnies ont mis la clé sous la porte à cause du désintérêt des investisseurs devant les pertes grandissantes et la faible probabilité de récupérer leur investissement.
D'après le service d'information sur l'énergie du gouvernement des États-Unis (EIA), les réserves du gisement d'huile de schiste de Monterey, en Californie, qui représentent les 2/3 des réserves de pétrole de schiste du pays, ont été réduites à 4 % de l'estimation initiale. La première estimation, produite par Intek Inc. en 2011, donnait l'équivalent de 13,7 milliards de barils de pétrole ; elle est maintenant revue à la baisse avec une estimation de l'extraction possible, avec les technologies du moment (traitements acides, forages horizontaux, fracking) à environ 600 millions de barils. Certains analystes espèrent que les progrès techniques pourraient permettre d'extraire davantage dans l'avenir.
Pour s'adapter à la chute des prix du pétrole à partir du deuxième semestre 2014, les producteurs américains de pétrole et gaz de schiste ont modifié leurs stratégies, privilégiant désormais la réduction des coûts d'extraction plutôt que les délais ; en multipliant les puits sur un même terrain, en utilisant des plates-formes mobiles, en réutilisant le gaz associé au pétrole pour économiser sur les coûts énergétiques, en modifiant les fluides de fracturation pour accélérer les débits, en allongeant les forages horizontaux jusqu'à 5 km au lieu de 3 km auparavant, ou même en utilisant des technologies innovantes (nanotechnologies, sismique 3D, Big data), ils parviendraient à maintenir leurs marges avec un barils à 70 dollars contre 100 dollars un an plus tôt.

### Aspects macro-économiques - Enjeux géo-stratégiques
Alors que les zones d'exploitation de gaz naturel sont concentrées sur quelques pays, dont la Russie, les gisements de gaz de schiste sont présents en Amérique du Nord, en Asie et en Europe. La Russie, qui détient 20 % des réserves de gaz naturel, est le premier exportateur mondial. L'exploitation des gaz de schiste permettrait ainsi aux trois autres blocs de diminuer leur dépendance à l'égard de la Russie. Une autre partie du gaz produit dans le monde provient de coproduits de la production pétrolière, et cette source d'approvisionnement diminuera au même rythme que celle du pétrole,. Pour ces raisons, et si la rentabilité est avérée, les États peuvent être tentés d'utiliser cette ressource qui leur permettrait de réduire leur dépendance énergétique, mais ce n'est qu'un point de vue à court terme qui néglige l'impératif bien plus important de la lutte contre le changement climatique. Les compagnies pétrolières considèrent comme stratégique pour elles d'être présentes sur ce créneau qui demande un fort savoir-faire. Aux États-Unis, où la production était initialement le fait de petites entreprises, un mouvement de concentration s'est opéré, avec le rachat de celles-ci par des entreprises pétrolières,. La propagation de l'exploitation du gaz et du pétrole de schiste s'est opérée notamment à travers des accords de coopération bilatéraux ou multilatéraux avec les États-Unis,. Selon Mariah Blake, le département d'État des États-Unis fait la promotion de la fracturation hydraulique afin de permettre à de grandes multinationales américaines d'obtenir des contrats de concession. En mars 2015, l'Assemblée parlementaire euro-latino-américaine publie un rapport qui souligne le potentiel économique de cette technique d'exploitation ; il fait débat dans la société civile et parmi les parlementaires des deux continents. Le rapport a finalement été amendé pour soutenir la position inverse.
Le boom du gaz de schiste aux États-Unis a bouleversé les marchés de l'énergie, non seulement en Amérique du Nord, mais aussi au niveau mondial :
- la forte baisse des prix du gaz sur le marché américain a stimulé la consommation de gaz, en particulier pour la production d'électricité : de 988 TWh (23,9 % de la production américaine d'électricité) à 1 226 TWh (+24 %) en 2012 (30,3 %)[42] ;
- la production d'électricité à base de charbon, qui est le concurrent le plus direct du gaz, a fortement reculé : de 1 847 TWh en 2010 (44,8 % de la production américaine d'électricité), elle est tombée à 1 514 TWh (-18 %) en 2012 (37,4 %)[42] ; c'est ce phénomène qui a permis la baisse des émissions de CO2 aux États-Unis en 2012 ;
- les producteurs de charbon, pour compenser le recul de leurs ventes aux producteurs d'électricité, ont cherché à écouler ces excédents sur les marchés internationaux, en particulier en Europe et en Asie : le solde exportateur net de charbon des États-Unis est passé de 36,5 Mt en 2009 à 94,2 Mt en 2011[43] ;
- il en est résulté une forte baisse des prix du charbon, de plus de 30 % en Europe entre 2011 et l'automne 2013[44] et une forte augmentation de la consommation de charbon en Europe et en Asie, surtout aux dépens du gaz : en France, les importations de charbon ont progressé de 7 % et les producteurs ont de plus puisé 1,2 Mt dans leurs stocks ; la part des États-Unis dans ces importations a été de 24 % ; par contre, les importations de gaz naturel ont baissé de 3,9 % (celles de GNL de 33 %)[45] et en Allemagne, les importations de charbon ont progressé de 8,2 % de 2010 (45,2 Mt) à 2012 (47,9 Mt), dont 9,8 Mt provenant des États-Unis en 2012 (20,5 %) contre 5,7 Mt en 2010[46] ;
- en particulier, l'utilisation du charbon pour la production d'électricité a fortement progressé aux dépens du gaz : ainsi, la production d'électricité allemande à base de charbon (importé à 92,5 %) est passée de 112,4 TWh en 2011 à 124 TWh en 2013 (19,7 % de la production totale d'électricité)[47], dont une part importante a été exportée vers les Pays-Bas (exportations nettes de 6,37 TWh en 2011 et 24,85 TWh en 2013), où la production d'électricité se fait surtout à partir de gaz naturel ; les prix relatifs du gaz (par rapport aux autres énergies) ont poussé les centrales à gaz hors du marché, les centrales à charbon allemandes proposant des prix plus bas[48] ; ce phénomène de marché s'est encore accentué en 2013, où les Pays-Bas représentent 75 % du solde exportateur allemand ;
- cette utilisation accrue du charbon a entrainé une augmentation des émissions de gaz à effet de serre : une étude de PwC sur les facteurs d'émission des 20 principales entreprises productrices d'électricité européennes (68 % de la production totale) montre qu'en 2012 leurs émissions de CO2 ont progressé de 0,6 % alors que leur production a baissé de 1,6 % ; leur facteur d'émission a donc progressé de 2 % à 350 kg CO2/MWh ; ce taux, à peu près stable à 370 kg CO2/MWh de 2001 à 2007, a chuté très rapidement à 330 kg en 2010 sous l'effet de la crise, puis est remonté à 350 kg en 2012 à cause du regain de production charbon[49] ; les émissions de CO2 ont ainsi été transférées des États-Unis vers l'Europe ;
- les producteurs d'électricité ont été contraints d'arrêter plusieurs centrales à gaz : ainsi, GDF-Suez a décidé en avril 2013 de mettre sous cocon 3 de ses 4 centrales à gaz françaises, pourtant quasi-neuves, leur taux d'utilisation étant tombé de 42 % en 2011 à 33 % en 2012 ; le groupe a déjà arrêté 7,3 GW de capacités en Europe entre 2009 et 2013 (aux Pays-Bas, au Royaume-Uni, en Belgique…), et engagé l'« optimisation » de 3 GW supplémentaires[50] ; or, ce sont ces centrales qui, grâce à leur souplesse de fonctionnement, apportent la contribution principale à l'ajustement offre-demande d'électricité, compensant les variations de la production éolienne et solaire ; le développement de ces énergies renouvelables est gravement entravé par ce phénomène de marché causé par le gaz de schiste ;
- ce charbon à bas prix, consommé surtout dans les centrales électriques, a entraîné une baisse des prix sur les marchés de gros de l'électricité (de plus de 20 % entre 2011 et 2013[44]) ;
- de ce fait, le surcoût des énergies renouvelables par rapport aux prix de marché s'est trouvé accru : le prix moyen de marché retenu par la CRE pour calculer ces surcoûts est passé de 48,5 €/MWh à 45,5 €/MWh[51], augmentant les dédommagements à verser aux fournisseurs d'électricité soumis à l'obligation d'achat de l'électricité d'origine renouvelable ;
- les taxes sur l'électricité destinées à couvrir ces surcoûts ont été augmentées (en France, la CSPE représentait 13,4 % de la facture moyenne des consommateurs domestiques ; au 1er janvier 2014, elle a encore été relevée, passant de 13,5 €/MWh à 16,5 €/MWh ; en Allemagne, en 2013, l'EEG-Umlage, équivalent de la CSPE, atteignait 52,8 €/MWh, soit 18,5 % de la facture moyenne d'un ménage-type ; plusieurs autres taxes en faveur des énergies renouvelables viennent s'y ajouter[52] (l'EEG-Umlage est depuis passé à 65 €/MWh), accroissant le mécontentement des consommateurs d'électricité, en particulier en Allemagne, où la campagne électorale de l'automne 2013 a été marquée par les promesses de limiter le coût de la transition énergétique[53] ; le gaz de schiste a donc indirectement freiné le développement des énergies renouvelables ;
- les prix du gaz sur les marchés européens se sont déconnectés de ceux du pétrole (depuis le début 2007 jusqu'à 2013, les prix du Brent ont doublé alors que ceux du gaz, après avoir progressé de 40 % jusqu'au printemps 2011, se sont stabilisés depuis, et ont même légèrement baissé en 2013[54] sous l'effet de la baisse des prix du charbon et de l'électricité ; cela a favorisé le choix du gaz par les consommateurs pour leur chauffage, car la rentabilité des investissements dans les pompes à chaleur ou le chauffage au bois dépend directement du prix du gaz ; par ce biais également, le gaz de schiste a freiné le développement des énergies renouvelables.
- les bas prix du gaz aux États-Unis ont également reporté sine die les projets de nouvelles centrales nucléaires, ralentissant ainsi la décarbonation du bilan énergétique américain[55].

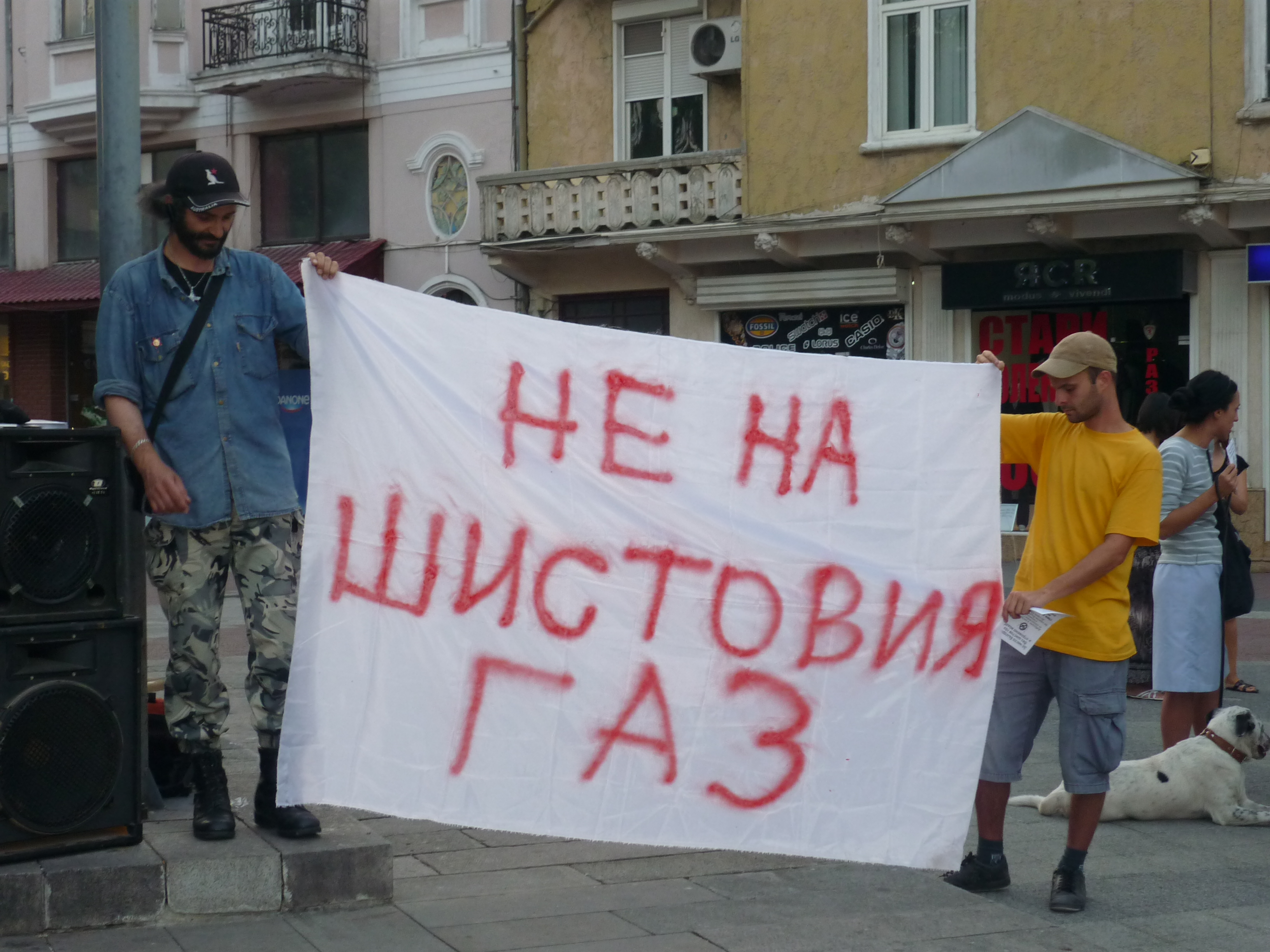
Groupe anti-capitaliste manifestant à Plovdiv contre l'exploitation du gaz de schiste (« pas de gaz de schiste ») en Bulgarie, le 4 septembre 2011.

Les opposants au gaz de schiste estiment que son exploration/exploitation accroit les émissions de gaz à effet de serre responsables du réchauffement climatique et détourne des investissements qui auraient pu financer le développement de l'efficacité, des économies d'énergie, et les énergies alternatives comme les énergies renouvelables. Certains défenseurs du gaz de schiste pensent qu'il n'empêche pas le développement des énergies renouvelables et qu'il peut remplacer de coûteuses importations d'hydrocarbures.
Des économistes comme Benjamin Dessus, président de Global Chance, estiment que les conséquences et risques économiques sur d'autres secteurs que l'industrie énergétique sont insuffisamment prises en compte. Des retombées négatives, via les prélèvements et pollutions engendrés, ont été identifiées dans le secteur des eaux de nappe et de surface, et donc sur les eaux potables. Elles ont donné lieu à une forte opposition, au moins en France, dans les secteurs du tourisme et de l'agriculture. Les fuites de méthane dans l'air semblent considérables ; elles rendront ce gaz très couteux si les taxes sur les gaz à effet de serre sont décidées.
La conjonction d'intérêts stratégiques pour les uns, devant amener les États à subventionner le secteur, et les milliards déjà dépensés pour les autres, liés aux incertitudes sur la rentabilité de l'exploitation fait craindre l'avènement d'une bulle spéculative.
Une étude menée par le Pacific Northwest National Laboratory, dépendant du département de l'Énergie des États-Unis, publiée en octobre 2014 dans la revue Nature, montre qu'en l'absence de nouvelles politiques climatiques, la poursuite du boom actuel du gaz naturel ne ralentirait pas à elle seule la croissance des émissions mondiales de gaz à effet de serre sur le long terme. En effet, le gaz naturel à bas coût ne concurrencerait pas seulement le charbon, mais aussi toutes les autres sources d'énergie, dont le nucléaire et les énergies renouvelables ; de plus, il favoriserait l'accroissement de la consommation d'énergie et abaisserait la rentabilité des investissements dans les économies d'énergie.
La baisse des cours du pétrole au deuxième semestre 2014 entraînera une baisse des investissements, mais la baisse de production devrait être faible : jusqu’ici, les producteurs ont foré des puits un peu partout, car le niveau des prix leur garantissait une rentabilité  ; dans certaines zones, le prix de revient s’élève à 70 dollars le baril ; avec la baisse des cours, les producteurs vont se concentrer sur les zones les plus rentables, dans les bassins du Bakken, d’Eagle Ford ou de Permian, où le prix de revient est déjà sous les 50 dollars. Dans un rapport paru en novembre 2014, le consultant américain IHS estime que le prix de revient de 80 % de la production sera compris en 2015 entre 50 et 70 dollars le baril. L’Agence internationale de l’énergie (AIE) estime que, avec un baril à 80 dollars, les dépenses dans la production de pétrole de schiste baisseront de 10 %. Des sociétés comme Chesapeake, Continental Resources, ou EOG Resources, ont déjà annoncé qu’elles foreraient moins l’an prochain ; mais la plupart d’entre elles continuent pourtant de tabler sur une croissance de 20 à 30 % de leur production en 2015 ; selon l’analyste Alexandre Andlauer, avec un baril de WTI à 70 dollars, la production ne baissera pas de plus de 300 000 barils par jour, à comparer aux 4,3 millions de barils par jour de pétrole de schiste (« tight oil ») produits aux États-Unis.
Début 2016, l'aggravation de la baisse des prix du pétrole laisse craindre l'explosion d'une bulle spéculative aux États-Unis liée au secteur du schiste.

## Aspects juridiques

### La propriété du sous-sol

#### Des législations variées
Dans ce domaine, l’aspect fondamental est le régime du droit de propriété du sous-sol. Pour présenter la problématique, il suffit d'examiner les grandes lignes de la législation actuelle dans deux États appartenant aux deux traditions juridiques (Droits de tradition civiliste et Common law) dominantes en Occident : les États-Unis et la France. Quelle que soit la tradition juridique, en principe, le propriétaire du terrain est également propriétaire du sous-sol.
Cette règle est assez rigoureusement appliquée dans les pays anglo-saxons. Aux États-Unis, toutes les ressources du sous-sol, quelle que soit la profondeur, appartiennent au propriétaire du terrain. Le gaz ou le pétrole contenus dans la roche-mère, située à une profondeur importante, sont donc propriété privée. Le propriétaire du terrain a, en principe, toute liberté de concéder l’exploitation des ressources du sous-sol à des entreprises spécialisées.
Le principe général de la propriété privée du sous-sol est également affirmé en France, mais ne concerne pas l’exploitation minière. Ainsi le Code civil français prévoit dans son article 552 :

« La propriété du sol emporte la propriété du dessus et du dessous.
[…]
Il [le propriétaire] peut faire au-dessous toutes les constructions et fouilles qu'il jugera à propos, et tirer de ces fouilles tous les produits qu'elles peuvent fournir, sauf les modifications résultant des lois et règlements relatifs aux mines, et des lois et règlements de police. »

#### Conséquences juridiques
L’acte juridique permettant l’exploitation des ressources du sous-sol n’est pas le même.
Aux États-Unis, il s’agit d’un contrat conclu entre le propriétaire du terrain et une société spécialisée dans l’exploration et l’exploitation de la ressource. En France, il s’agit d’une autorisation administrative (permis d’exploration ou d’exploitation). Pour le gaz de roche-mère, une interdiction totale a été édictée (voir ci-après).

#### Conséquences politico-économiques
Aux États-Unis, du fait du régime de la propriété privée des ressources du sous-sol, le propriétaire du terrain a toute liberté d’exploiter ou non les ressources du sous-sol. L’idée sous-jacente est que le marché décide par le biais de multiples décisions individuelles prises sous forme de contrats. L’autorité politique n’a pas en principe à intervenir. Le risque est que des intervenants puissants prennent une position dominante sur le marché.
En France, la décision d’exploration ou d’exploitation est prise par l’autorité publique. Le propriétaire du terrain n’a aucun pouvoir en matière d’exploration ou d’exploitation du sous-sol s’il se trouve dans le champ d’application du Code minier. L’idée sous-jacente est que le pouvoir politique représente l’intérêt général. Une telle décision est soumise au risque politique : majorités politiques fluctuantes, préoccupations électoralistes des dirigeants.

### Conventions internationales

#### La convention des Nations unies sur le droit de la mer

##### La zone économique exclusive (ZEE)
Le régime de la propriété du sous-sol examiné ci-dessus ne concerne que le continent. Quel est le régime juridique du sous-sol marin ? Une évolution majeure a eu lieu avec la conclusion de la Convention des Nations unies sur le droit de la mer en 1982 à Montego Bay (Jamaïque). Elle est entrée en vigueur en 1994 et a été ratifiée par la plupart des grands pays industrialisés. Cette convention définit des zones de souveraineté décroissante en partant du littoral vers la haute mer. Très schématiquement, trois zones ont été définies.
- La mer territoriale, sur laquelle l’État côtier exerce pleinement sa souveraineté, a été portée de 3 milles marins à 12 milles marins (22 km).
- La disposition la plus importante économiquement est la création d’une zone économique exclusive (ZEE) d’une largeur maximale de 200 milles marins (370 km). L'État côtier dispose sur cette ZEE de droits souverains définis par la convention et qui concernent en particulier l'exploration et l'exploitation des ressources du sous-sol.
- La haute mer commence au-delà de la limite extérieure de la ZEE. « Aucun État ne peut légitimement prétendre soumettre une partie quelconque de la haute mer à sa souveraineté. » (article 86 de la convention). Mais le principe de la liberté y prévaut : liberté de navigation, de survol, de la pêche, de la recherche scientifique, de poser des câbles et des pipe-lines, de construire des îles artificielles.

##### Implications juridico-économiques
La mer territoriale fait partie du domaine public et la propriété foncière privative ne s’y exerce pas. À fortiori, c’est également le cas dans la ZEE. Mais l’État côtier dispose dans cette zone de droits d’exploitation exclusifs, qu’il peut concéder à des particuliers, personnes physiques ou morales. Dans le domaine de l’énergie, il peut, par exemple, autoriser la pose des câbles ou pipelines sous-marins, l’exploitation des ressources énergétiques et minières du sous-sol sans limite de profondeur. La convention précise aussi dans son article 60 que « l’État côtier a le droit exclusif de procéder à la construction […] a) d'îles artificielles ; b) d'installations et d'ouvrages… ». Il peut donc, par exemple, concéder à une entreprise spécialisée la construction d’éoliennes dans sa ZEE.
La mise place d’une ZEE a d’ores et déjà des implications économiques et géopolitiques majeures. Les États disposant d’une large façade maritime bénéficient d’un avantage potentiel considérable et de nombreux permis d’exploration et d’exploitation des ressources minérales du sous-sol marin ont été délivrés.
Parmi les États disposant d’une très vaste ZEE, seule la France a adopté une mesure d’interdiction totale d’exploration des ressources de roche-mère (parfois appelées « non conventionnelles »). L’article 1er de la loi française du 13 juillet 2011 dispose en effet :

« En application de la Charte de l'environnement de 2004 et du principe d'action préventive et de correction prévu à l'article L. 110-1 du code de l'environnement, l'exploration et l'exploitation des mines d'hydrocarbures liquides ou gazeux par des forages suivis de fracturation hydraulique de la roche sont interdites sur le territoire national. »

La fracturation hydraulique étant à l’heure actuelle la seule technique efficace pour extraire le gaz et le pétrole de roche-mère, les ressources éventuellement présentes dans la ZEE française ne seront ni explorées ni exploitées. Les ressources exploitables par simple forage (dites parfois « conventionnelles ») et situées à des profondeurs moindres ne sont toutefois pas concernées par l’interdiction.

#### Autres conventions internationales
Il n'existe pas de réglementation ou convention internationale spécifique ou contraignante sur la fracturation hydraulique à grands volumes, bien que cette technique soit devenue presque toujours nécessaire à l'extraction industrielle de gaz de schiste ou de couche. Mais certaines conventions internationales portant sur la protection de la biodiversité et des habitats ou paysages, l'accès à l'information environnementale, ou encore sur les émissions de gaz à effet de serre ou d'autres rejets transfrontaliers de polluants dans l'air, l'eau ou l'environnement devraient être appliquées lors d'une ou plusieurs des phases des opérations industrielles gazières (de l'exploration à l'utilisation finale des gaz).
Des recommandations générales, de type « bonnes pratiques », parfois dites « règles d'or », ont été publiées par l'AIE (Agence internationale de l'énergie).

### Droit européen
Un débat s'est engagé entre les États membres (le Royaume-Uni et la Pologne souhaitant autoriser la fracturation hydraulique et encourager l'extraction de gaz de schiste, alors que la France a interdit cet usage de la fracturation). Les eurodéputés ont voté en novembre 2012 (391 voix contre 262, et 37 abstentions) contre un amendement présenté par les députés de groupes variés qui invitait instamment les États membres à n'autoriser aucune nouvelle opération de fracturation hydraulique au sein de l'Union. Le débat s'est poursuivi au sein des partis et entre les partis politiques, ainsi que parmi les ONG et dans la société civile sur l'opportunité d'exploiter ou non le gaz de schiste (dont le Royaume-Uni et la Pologne pourraient avoir des réserves importantes). Un cadre harmonisé pour tous les hydrocarbures non-conventionnels dans l'Union et un « régime de réglementation solides » pour le fracking avait été réclamés en 2012 par les eurodéputés Faute de directive ou de règlement européen traitant de cette question, chaque État membre européen peut décider subsidiairement, seul et — jusque mi-2014 — sans cadre européen spécifique, d'autoriser ou non la recherche et/ou l'exploitation du gaz de schiste dans son sous-sol, avec d'éventuelles négociations à mener avec les états voisins concernés en cas de gisement transfrontalier. La seule condition est qu'il le fasse sans préjudice de la législation européenne et « pour autant qu'ils tiennent compte de la nécessité de préserver, de protéger et d’améliorer la qualité de l’environnement »
Début 2014, pour limiter les risques environnementaux et climatiques, la Commission européenne a présenté une première recommandation européenne (de 10 pages environ) relative aux principes minimaux applicables à l'exploration et à la production d'hydrocarbures par fracturation hydraulique, non contraignantes et ne s'appliquant que 6 mois après leur publication, fortement inspirées des recommandations (« règles d'or ») déjà publiées par l'AIE pour exploiter les hydrocarbures de roche mère. La commission examinera dans 18 mois l'efficacité de cette approche, sur la base d'un suivi (qui sera cependant basé sur les déclarations des États membres et non des vérifications indépendantes effectuées par une Agence ou des autorités européennes). En cas de « progrès techniques ou de nécessité de tenir compte des risques et des conséquences inhérents aux activités d'exploration et de production d'hydrocarbures faisant intervenir d'autres techniques que celle de la fracturation hydraulique à grands volumes, de difficultés imprévues dans l’application de la législation de l'Union ou dans l'exploration et la production d’hydrocarbures par fracturation hydraulique à grands volumes dans le cadre d'opérations en mer », cette recommandation pourrait être mise à jour ou être suivie de dispositions obligatoires car « l'Union n'a aucune expérience en ce qui concerne la délivrance d'autorisations pour la production d'hydrocarbures par fracturation hydraulique (…) et n'a qu'une expérience limitée en matière d'autorisations pour l'exploration », a précisé l'exécutif européen. Ce dernier estime néanmoins qu'en 2014 le droit européen existant s'applique à la fracturation hydraulique et qu'il devrait suffire à en limiter les risques, tout en reconnaissant que « certains aspects environnementaux associés à la fracturation hydraulique ne sont pas traités de manière exhaustive dans la législation de l'Union en vigueur ». L'exécutif reconnait aussi que cette décision a été influencée par la volonté de certains États membres d'exploiter les hydrocarbures non conventionnels, en dépit des objectifs non atteints du protocole de Kyoto et de l'engagement européen de 2011 d'« atteindre un objectif contraignant de réduction des émissions de gaz à effet de serre et d'augmentation de la part des énergies renouvelables (…) toutes les décisions relatives à l'exploitation de combustibles fossiles non conventionnels doivent être replacées dans le contexte de la nécessité d'une réduction des émissions » et s'inquiète du fait que « le recours combiné à la technique de fracturation hydraulique à grands volumes et au forage dirigé (notamment horizontal) à une échelle et avec une intensité sans réel précédent dans l’Union soulève des problèmes spécifiques, en particulier pour la santé et l’environnement. » selon la Commission qui souhaite donc un minimum d'encadrement.
L'Association internationale des producteurs de pétrole et de gaz (en) (AIPPG) s'est félicité de cette décision qu'elle juge être « un pas dans le bon sens », appréciant notamment que l'Europe estime « qu'une série de législations contraignantes — au niveau de l'Union européenne comme des États membres — s'applique déjà aux opérations d'extraction de gaz de schiste » et que la législation actuelle suffit, selon elle, à garantir que « le gaz de schiste peut être développé en Europe en respectant l'environnement ». L'AIPPG s’inquiète toutefois de l'inclusion par l'Europe d'un double objectif — cette fois contraignant — dans le futur paquet climat-énergie 2030. Inversement, la décision de la Commission de ne pas réglementer la fracturation hydraulique est jugée durement par ceux qui estiment que la subsidiarité ne peut être invoquée concernant les extractions d'hydrocarbures en raison de risques sanitaires et climatiques qui seront globaux et partagés. Pour Europe Écologie Les Verts, « la Commission européenne a tout simplement renié son engagement de proposer une législation adaptée aux risques de la fracturation hydraulique ». L'ONG Les Amis de la Terre reproche à l'Europe un abandon de « toute volonté de proposer des normes contraignantes sur l'exploration et l'exploitation des gaz et huiles de schiste » alors qu'Agir pour l'environnement, France Libertés et le Réseau Action Climat (RAC) reprochent à ces recommandations d'être « bien loin d'une directive contraignante et susceptible de dissuader les industriels d'exploiter les gaz de schiste en Europe ».
La Commission ne cache pas avoir voulu mettre « les exploitants sur un pied d'égalité, d'accroître la confiance des investisseurs, d'améliorer le fonctionnement du marché unique de l'énergie, d'apaiser les inquiétudes du public et éventuellement lever l'opposition à l'exploitation des gaz de schiste » ; mais elle ne décharge pas les États de leurs responsabilités en cas d'accident ou de pollution chronique, au contraire. Elle précise que c'est aux États membres de « prendre les mesures nécessaires pour garantir que la formation géologique d'un site est adaptée à l’exploration ou à la production d’hydrocarbures par fracturation hydraulique à grands volumes. Il importe qu'ils veillent à ce que les exploitants procèdent à une caractérisation du site potentiel ainsi que de la zone de surface et de la zone souterraine environnantes et à une évaluation des risques associés ». Pour cela, les autorités compétentes doivent fonder leurs évaluations et décisions « sur une quantité de données suffisante pour permettre une caractérisation de la zone d'exploration et de production potentielle et le recensement de toutes les voies d'exposition possibles. Il serait alors possible d’évaluer les risques de fuite ou de migration de fluides de forage, de fluides de fracturation hydraulique, de matériaux naturels, d'hydrocarbures et de gaz provenant du puits ou de la formation ciblée ainsi que le risque de sismicité induite. »... en s'appuyant « sur les meilleures techniques disponibles et tenir compte des résultats pertinents de l’échange d’informations organisé par les services de la Commission entre les États membres, les industries concernées et les organisations non gouvernementales œuvrant pour la protection de l’environnement » et en veillant à « anticiper le changement de comportement de la formation ciblée, des couches géologiques séparant le réservoir des eaux souterraines, ainsi que des puits existants ou des autres structures anthropiques exposés aux pressions d'injection élevées appliquées dans le cadre de la fracturation hydraulique à grands volumes et aux volumes de fluides injectés » et à actualiser l'évaluation « durant l'exercice des activités, chaque fois que de nouvelles données sont collectées ».
Ces nouvelles mesures engagent les États européens à notamment :
- conditionner l'exploration et/ou l'exploitation d'hydrocarbures de roche mère à la bonne évaluation, préalable, des incidences sur l'environnement[73] ;
- produire des règles claires sur les restrictions qu'ils souhaiteraient imposer à ces activités[73] ;
- donner au public toute l'information disponible sur les évaluations d'impact[73] ;
- donner au public une vraie possibilité de participer au plus tôt à l'élaboration des stratégies nationales sur les hydrocarbures non conventionnels[73] ;
- suivre avec le plus grand soin les différentes étapes de cette activité gazière (choix des sites d'exploration et de production, étude de situation de référence (état-zéro de l'état écologique du site), conception et réalisation des installations, regrouper les infrastructures d'une zone pour diminuer les nuisances, établir et faire respecter des prescriptions opérationnelles, suivre l'utilisation de produits chimiques, veiller à ce que l'exploitant assume sa responsabilité environnementale, jusqu'à la bonne fin de vie des puits et des sites, ce qui implique aussi des garanties financières de la part de l'exploitant...)[73] ;
- « établir les limites de profondeur minimales à respecter entre la zone à fracturer et les eaux souterraines »[73].

En attendant un éventuel renforcement de la législation, la fracturation hydraulique à grand volume doit donc a minima en Europe respecter :
- la directive 89/391/CEE[78] du Conseil portant dispositions dans le domaine de la santé et de la sécurité des travailleurs et la directive 92/91/CEE[79] relative à l’extraction de minéraux par forage (qui fixe des prescriptions minimales de sécurité et protection de la santé des travailleurs)[73] ;
- la directive 94/22/CE[80] sur les conditions d'octroi et d'exercice des autorisations de prospecter, d'exploiter et d'extraire des hydrocarbures (autorisations ne devant pas être octroyées discriminatoirement)[73] ;
- la directive-cadre sur l'eau (2000/60/CE) qui impose à l'exploitant d'obtenir une autorisation pour le captage de l'eau, et qui interdit le rejet direct de polluants dans les eaux souterraines[73] ;
- la directive 2001/42/CE (sur l'évaluation stratégique des incidences sur l'environnement, l’évaluation des plans et programmes concernant l’énergie, l'industrie, la gestion des déchets, la gestion de l’eau, les transports et utilisation des terres)[73] ;
- la directive 2004/35/CE[81], sur la responsabilité environnementale (elle s’applique notamment à la gestion des déchets et au captage d'eau)[73] ;
- la directive 2006/21/CE[82] concernant les déchets d'extraction (déchets de surface et souterrains) provenant de l'exploration et de la production d'hydrocarbures par fracturation hydraulique à grands volumes[73] ;
- la directive 2006/118/CE[83] qui pour protéger les eaux souterraines oblige les États membres à produire des mesures de prévention ou limitation de l'introduction de polluants dans les eaux souterraines[73] ;
- le règlement REACH no 1907/2006, qui impose d'enregistrer, évaluer et autoriser certaines substances chimiques, avec des restrictions pour ces substances[84] ;
- le règlement biocide no 528/2012[85] qui s'appliquent aux biocides présents dans les fluides de fracturation[73] ;
- la directive-cadre sur les déchets 2008/98/CE 12[86] (concerne notamment les conditions de recyclage/réutilisation des fluides émergeant en surface à la suite de la fracturation hydraulique durant la production) ;
- le règlement (UE) no 525/2013/UE[87] relatif à la surveillance et déclaration des émissions de gaz à effet de serre (y compris éventuelles fuites de méthane lors de l'exploitation gazière, le transport du gaz...)[73] ;
- la décision no 406/2009/CE[88] qui oblige à réduire les émissions de gaz à effet de serre par chaque État membre jusqu’en 2020, incluant les émissions fugitives de méthane[73] ;
- la directive 2010/75/UE[89] qui demande de prévenir certaines émissions industrielles (énumérées à l’annexe I de la dite directive)[73] ;
- la directive 2011/92/UE[90], qui impose une étude d'impact pour tout projet d'extraction de pétrole ou de gaz naturel à des fins commerciales, dès 500 t/jour pour le pétrole et 500 000 m3 par jour pour le gaz, avec un « examen rigoureux des projets de forage en profondeur et des installations de surface pour l'extraction de pétrole et de gaz »[73] ;
- la directive 96/82/CE[91] concernant le risque d'accident majeur lié à des substances dangereuses[73] ;
- (à partir du 1er juin 2015), la directive 2012/18/UE[92] qui impose des mesures spéciales de prévention des accidents majeurs quand certains seuils sont dépassés en termes de stockage de produits dangereux. L'opérateur doit aussi limiter les conséquences environnementales et sanitaires d'un éventuel accident (y compris pour le stockage souterrain terrestre de gaz)[73] ;
- la législation générale de l’Union, mais, précise la Commission, le droit européen de l'environnement ayant toutefois été « élaboré à une époque où la fracturation hydraulique à grands volumes n'était pas encore pratiquée en Europe (…) certains aspects environnementaux associés à l’exploration des gisements et à la production d'hydrocarbures par cette technique ne sont pas traités de manière exhaustive dans la législation de l’Union en vigueur, notamment en ce qui concerne la planification stratégique, l'évaluation des risques pour le sous-sol, l’intégrité des puits, l'évaluation des conditions initiales et la surveillance opérationnelle, le captage des émissions de méthane et la publication d’informations sur les produits chimiques utilisés pour chaque puits »[73].

Situation actuelle en Europe
Seules la France et la Bulgarie ont totalement interdit la fracturation hydraulique tant en ce qui concerne l’exploration que l’exploitation. Les autres pays ont accordé des permis d’exploration :
- Allemagne : études préliminaires en cours. Treize permis d’exploitation délivrés ;
- Bulgarie : fracturation hydraulique interdite ;
- Danemark : deux permis d’exploration délivrés en 2013. Tests de fracturation hydraulique prévus en 2014 ;
- Espagne : études préliminaires et forages exploratoires en cours (sans fracturation). Fracturation hydraulique interdite en Cantabrie ;
- France : fracturation hydraulique interdite (loi du 13 juillet 2011) ;
- Hongrie : forages exploratoires et fracturation hydraulique en cours. Permis d’exploration délivrés ;
- Italie : pas de développement prévu ;
- Lituanie : forages exploratoires prévus. Un permis d’exploration délivré ;
- Norvège : pas de développement prévu ;
- Pays-Bas : moratoire sur les forages et la fracturation hydraulique ;
- Pologne : forages exploratoires en cours. Exploitation « à titre expérimental » en cours, commercialisation prévue en 2015 ;
- Royaume-Uni : forages exploratoires et fracturation hydraulique en cours ;
- Roumanie : études préliminaires en cours. Plusieurs permis d’exploration délivrés ;
- Suède : plusieurs permis d’exploration délivrés.

## Aspects environnementaux

Schéma des différents impacts environnementaux potentiels. A : gaz naturel relâché dans l'atmosphère, B : contamination de la surface par les eaux usées, C : prélèvement conflictuel sur les ressources en eau, D et E : contamination des couches aquifères superficielle et profonde, F : sismicité induite.

### Bilan énergétique global et émissions de gaz à effet de serre

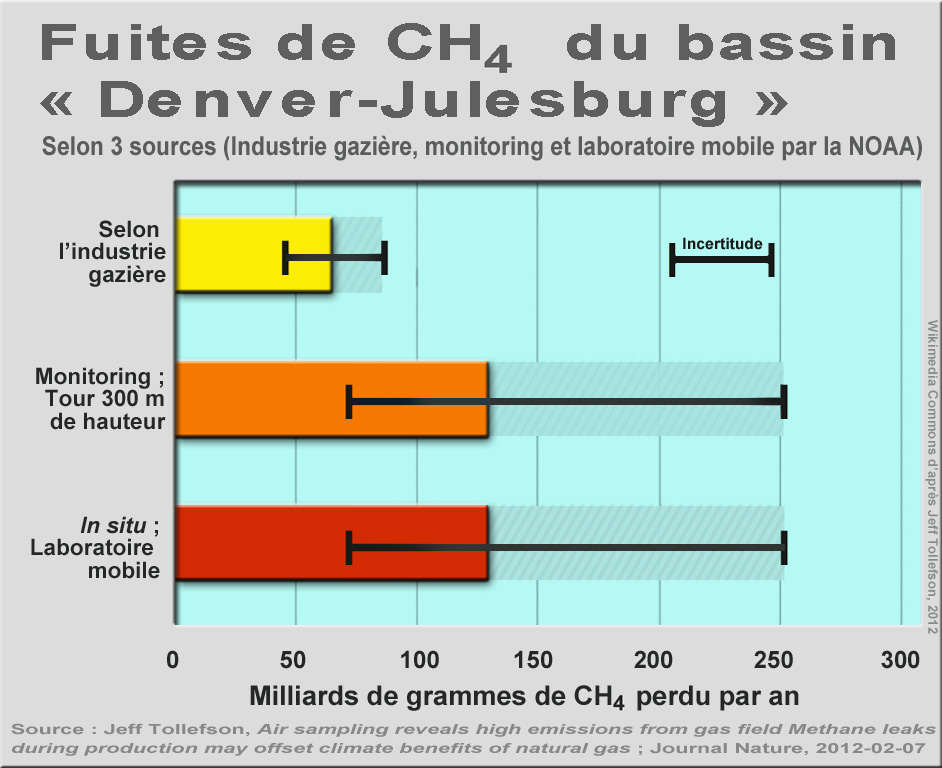
Ces données (2012) montrent que les fuites de du bassin gazier de Denver dans l'air ont été très sous-estimées par l'industrie. Ces chiffres confirment le bilan négatif du gaz de schiste en termes d'empreinte carbone, annoncé en 2011 par R. Howarth.

Le calcul du bilan total au regard de la contribution à l'effet de serre implique d'ajouter au CO2 issu de la combustion du gaz, celui qui est issu du pétrole dépensé pour la construction et le fonctionnement des puits, mais aussi le méthane qui fuit vers l'atmosphère lors de l'extraction et lors du transport du gaz. Des fuites sont visibles (en infrarouge, montrées dans le film Gasland), et la NOAA avait déjà identifié en 2007 des panaches occasionnels d'air pollué par du méthane, du butane et du propane, puis en 2008 à partir de nouveaux équipements dans la région, permettant un échantillonnage et analyse en temps réel qui ont montré comme origine le bassin Denver-Julesburg, où plus de 20 000 puits de pétrole et de gaz ont été forés en 40 ans. Une quantification plus fine des fuites a été faite dans ce bassin en 2011 par deux équipes distinctes, de l'Université Cornell et de l'EPA (Environmental Protection Agency). Ces deux équipes ont conclu en 2011 qu'on manquait encore de données fiables (peu de mesures réelles de terrain, malgré la présence de dizaines de milliers de puits) mais selon les données disponibles, les émissions de méthane provenant des gaz de schiste étaient beaucoup plus élevées que ce qu'affirmait l'industrie gazière.
Sur la base des données de l'EPA et de l'industrie gazière elle-même, Robert Howarth (Université Cornell) affirmait en 2011 dans Climatic Change Letters que l'empreinte carbone du gaz de schiste dépassait celle des puits de gaz conventionnels.
En effet, chaque puits de gaz de schiste perd de 3,6 % à 7,9 % de son méthane dans l'atmosphère (c'est 30 % à 200 % de plus qu'un puits conventionnel). R. Howarth a proposé d'appliquer à ces pertes non plus l'indice de pouvoir de réchauffement global (PRG) retenu par le 4e rapport d’évaluation du GIEC (soit 72 fois le pouvoir réchauffant du CO2 pour une période de 20 ans), mais l'indice proposé en 2009, par Drew Shindell de la NASA, plus élevé de 23 % en moyenne, car intégrant les interactions climatiques des gaz à effet de serre (GES) avec les aérosols particulaires de l'air, et a calculé que l'empreinte en équivalent CO2 d’un puits de gaz de schiste en 20 ans serait de 20 à 50 % plus élevée que si on avait utilisé du charbon pour produire la même quantité d'énergie,.
En 2012, le caractère massif des fuites de méthane était confirmé par des analyses effectuées en 2011-2012, publiées dans un rapport de la NOAA (National Oceanic and Atmospheric Administration) dans le journal Nature (février 2012) ; le CH4 perdu dans l'air l'est en quantité au moins deux fois supérieure à ce qu'annonçaient les industriels gaziers, ; dans le bassin Denver-Julesburg (près de Denver) en exploitation ce sont environ 4 % de la production qui sont perdus dans l'atmosphère (sans prendre en compte d'autres pertes à partir des systèmes de canalisations et de distribution). Ces chiffres confirment l'évaluation de Howarth de 2011, qui avait été contestée par l'industrie gazière et certains universitaires.
Le processus de fracturation implique des premiers rejets irréguliers (bulles de gaz et « rots de production ») que les sociétés gazières rejettent dans l'air au début (durant un mois voire plus). Ce n'est que quand la production est régulière que le puits est relié à un pipeline. En fin de vie, d'autres fuites plus diffuses peuvent survenir.
Les nouvelles données de terrain montrent qu'une petite partie du CH4 perdu provenait de réservoirs de GPL (stocks avant expédition), « mais une grande partie de celui-ci [le CH4] est juste du gaz brut fuyant de l'infrastructure », avec de 2,3 à 7,7 % de perte, soit une estimation moyenne de 4 %, légèrement plus élevée que celle faite par l'université Cornell en 2011 (de 2,2 % à 3,8 %) pour les puits et la production de gaz de schiste. Cette estimation est également plus élevée que celle précédente de l'EPA (qui a révisé sa méthodologie, « ce qui a en 2011 à peu près doublé l'inventaire officiel des émissions de l'industrie du gaz naturel au cours de la dernière décennie aux États-Unis »). 1,9 % du gaz perdu durant la durée de vie d'un forage s'échappe du puits lui-même à la suite de la fracturation. Capter et stocker ce gaz et ceux issus du processus de fracturation est techniquement réalisable, mais trop couteux selon l'industrie gazière.
L'EPA a annoncé pour avril 2012 un règlement promouvant de tels changements en réglementant les émissions des champs gaziers.
Robert Howarth précise que le gaz de schiste aurait pu avoir un certain avantage sur le charbon s'il était uniquement brûlé dans des centrales performantes pour produire l'électricité, mais seuls 30 % du gaz américain servent à faire de l'électricité, 70 % étant affectés au chauffage individuel, qui ne bénéficie pas d'un tel avantage.
L'administration Obama aux États-Unis estimait toutefois en 2009 que l'intensification de l'exploitation des gaz de schiste permettrait de réduire les émissions de gaz à effet de serre.
Mais, si le remplacement du charbon par le gaz de schiste pour la production d'électricité a permis en 2012 une légère baisse des émissions de CO2 aux États-Unis (en partie compensée par l'augmentation des émissions de méthane), le charbon qui avait perdu ses débouchés aux États-Unis a été exporté massivement, en particulier vers l'Europe (cf. chapitre Aspects macro-économiques - Enjeux géo-stratégique), où il a contribué à augmenter les émissions de CO2, au niveau mondial donc, les gaz de schiste ont entrainé une augmentation des émissions de gaz à effet de serre : émissions à la production de méthane, principal constituant du gaz naturel, dont le potentiel de réchauffement global est très élevé, et émissions de CO2 produites par l'exportation du charbon vers l'Europe.
L'EIA a annoncé le 13 janvier 2014 que les émissions de CO2 liées à l'énergie des États-Unis en 2013 ont progressé d'environ 2 %, le charbon ayant regagné des parts de marché contre le gaz à partir d'avril 2013. Les gains attribués au gaz de schiste n'auront donc persisté que 2 ans.
Le président Obama a annoncé le 14 janvier 2015 un objectif de réduction de 40 % des émissions de méthane dans la production et le transport de gaz de schiste d'ici à 2025, alors que la tendance naturelle les amènerait à augmenter de 25 %. Le méthane représente 10 % des émissions de gaz à effet de serre aux États-Unis ; selon Fred Krupp, président du Fonds pour la défense de l'environnement, ces fuites polluent autant que le feraient 180 centrales à charbon. L'Agence de protection de l'environnement compte durcir la réglementation pour les nouvelles installations gazières et pétrolières ; elle présentera ses propositions à l'été 2015, pour une application en 2016.

### Impacts environnementaux de l'exploitation du gaz de schiste

#### Impact sur l'eau et l'air du site
Les préoccupations environnementales et sanitaires liées à la fracturation hydraulique apparaissent officiellement vers 2010, notamment avec l'EPA qui — à la demande du Congrès américain — a décidé d'étudier (de 2010 à 2012) ses conséquences sur les eaux potables et la santé publique, après la publication d'une première synthèse en 2004, et de fortes alertes concernant la zone de Barnett Shale par la revue American Scientist. Ces alertes sur des émissions importantes de gaz cancérigènes dans l'environnement ont été confortées par le film documentaire Gasland de Josh Fox (2010). Celles sur la contamination de nappes phréatiques superficielles par du gaz et des fluides de fracturation, a fait l'objet d'explication de l'Institut Français du Pétrole, qui les attribue à un défaut de cimentation de la partie supérieure du forage. Ce fait majeur avait été déjà signalé antérieurement et expliqué en détail dans l'ouvrage de Stéphane Sainson publié début 2010. Le congrès des États-Unis a réservé en 2010 un budget pour ces questions et l'EPA a confié à son Bureau de recherche et développement une étude scientifique à lancer en 2011, après des ateliers de travail et consultations d'experts (de juillet à septembre 2010) et appel public à expertise concernant les effets possibles de la fracturation hydraulique sur les ressources en eau potable. L'EPA prévoit une évaluation de l'étude par des pairs. Des manifestations de citoyens et d'associations ont eu lieu dans divers pays en opposition à ce mode d'extraction ainsi qu'à l'usage continu d'énergies fossiles.
Un rapport du réseau d'investisseurs Ceres, rendu public le 5 février 2014, établit que les 40 000 puits creusés depuis 2011, dont la moitié se trouvent au Texas, ont consommé 370 000 000 m3 d'eau. Or, les trois quarts de ces puits sont situés dans des régions semi-arides ou souffrant de sécheresse, ce qui laisse prévoir un conflit entre cette industrie et les autres usagers de l'eau. Dans certaines régions, la nappe phréatique a baissé d'une centaine de mètres au cours des dernières années. Selon ce rapport, « le boom de la fracturation hydraulique du gaz et du pétrole exige davantage d'eau que nous n'en avons à notre disposition ».
Selon des études récentes, « on utilise dans les techniques de forage des centaines de produits chimiques qui sont pour la plupart toxiques, voire cancérigènes. Ces polluants peuvent s’infiltrer dans les nappes phréatiques, contaminer l’eau que nous consommons et donc avoir des effets sur notre santé. À cela s’ajoute la question du retraitement des eaux usées qui remontent à la surface et que nous ne savons pas traiter. » expliquait le Dr Pierre Souvet, président de l’Association Santé Environnement France dans un communiqué de presse. L’ASEF s’est mobilisée pour lutter contre l’exploitation de ce gaz en France et a dénoncé ses dangers sur la santé. Dans une dépêche AFP datée du 28 août 2012, l'ASEF dénonçait les dangers de l'exploitation des gaz de schiste sur la santé. Trois jours plus tard, l'Amicale des foreurs et des métiers du pétrole (AFMP) s'insurgeait contre ces déclarations.
Une étude publiée par Nature en 2021 confirme que des fuites de gaz provenant de forages peuvent s'accumuler dans le sol et dégrader la qualité de l'eau quand elles s'y dissolvent,.

#### Pollution atmosphérique distante
Ce type de pollution a été mis en évidence par plusieurs études à partir de 2015. Elle provient d'indices puis de preuves montrant que les fuites de puits et d’installations connexes peuvent affecter la qualité de l'air à grande distance.
Les fuites issues des forages et du transport du gaz ne contiennent pas que du méthane ; elles introduisent aussi dans l'air d'autres gaz dont des quantités significatives d'éthane (un hydrocarbure gazeux de formule C2H6).
L’éthane est un intéressant traceur atmosphérique car associé aux émissions de méthane thermogénique (gaz de schiste, gaz naturel, émanations de pétroles légers) mais pas aux émissions de méthane biogénique, ce pourquoi il fait depuis quelques années l'objet d'un suivi (y compris à partir de l'espace) et de modélisations.
Selon une étude publiée en mai 2015 par la revue Atmospheric Environment, l'éthane permet de tracer des panaches invisibles issus de fuites provenant des puits ; jusqu'à des centaines de miles en aval sous le vent des zones d'extraction, y compris aux États-Unis dans les États qui ont interdit ou qui contrôlent plus strictement le fracking. Ainsi, le taux d'éthane de l'air a anormalement augmenté dans certaines régions des États-Unis à partir de 2010, y compris dans des États où il n'était pas censé être émis et où les COV étaient en diminution dans l’air depuis 1996. Le taux d'éthane de l'air est ainsi passé de 7 à 15 % du total du carbone organique non méthanique présent dans l'air en 3 ans (augmentation « d'environ 30 % de 2010 à 2013 ») dans le Maryland où rien ne semble pouvoir expliquer ce phénomène. Il a été constaté que les valeurs horaires mesurées par les stations de surveillance photochimique de Baltimore et de Washington DC étaient fortement corrélées à la direction du vent et à l'évolution des activités de fracking dans le Bassin de Marcellus (où le gaz de schiste est massivement exploité depuis quelques années), à une grande distance en aval (par rapport au vent) du point de mesure. Les modèles météorologiques (appuyés sur la rose des vents, et la vitesse des vents) ont confirmé que le Maryland était exposé aux queues de panache d'émissions distantes provenant de Pennsylvanie, de Virginie-Occidentale et l'Ohio. Dans le Maryland, les vents dominants proviennent du Bassin de Marcellus les 2/3 du temps. L'étude a permis d’exclure les autres causes qui auraient éventuellement pu expliquer ces nouveaux pics atmosphérique d'éthane et a montré que de tels pics n’existaient pas pour Atlanta (Géorgie) qui est situé dans une région non concernée par l'exploitation généralisée de gaz naturel et sans nouvelles opérations pétrogazières.
Ces travaux vont dans le sens d’études précédentes montrant que l'on a sous-estimé la pollution par le méthane induite par l'exploitation des gaz de schiste. Et ils confirment que les forages ont aussi des effets distants, sachant que l'éthane est ici considéré comme traceur d'autres gaz plus nocifs (mercure) ou plus « réactifs » issus des puits, mais aussi des installations et travaux de forage, de complétion, réactivation et de mise en sécurité en fin de vie des puits (oxydes d'azote, pollution particulaire, dioxyde de soufre et vapeurs d'hydrocarbures également sources de pollution de l'air). Pour Ehrman, ces résultats montrent qu'on ne peut plus parler de pollution locale, mais qu'il y a un « problème régional ». Il ajoute que les auteurs ont voulu par cette publication « porter cette question à l'attention du public, et plaider en faveur d'une surveillance à long terme du méthane, et promouvoir la coopération régionale dans le suivi et la réduction des émissions provenant de la production de gaz naturel ».

#### Consommation d'eau

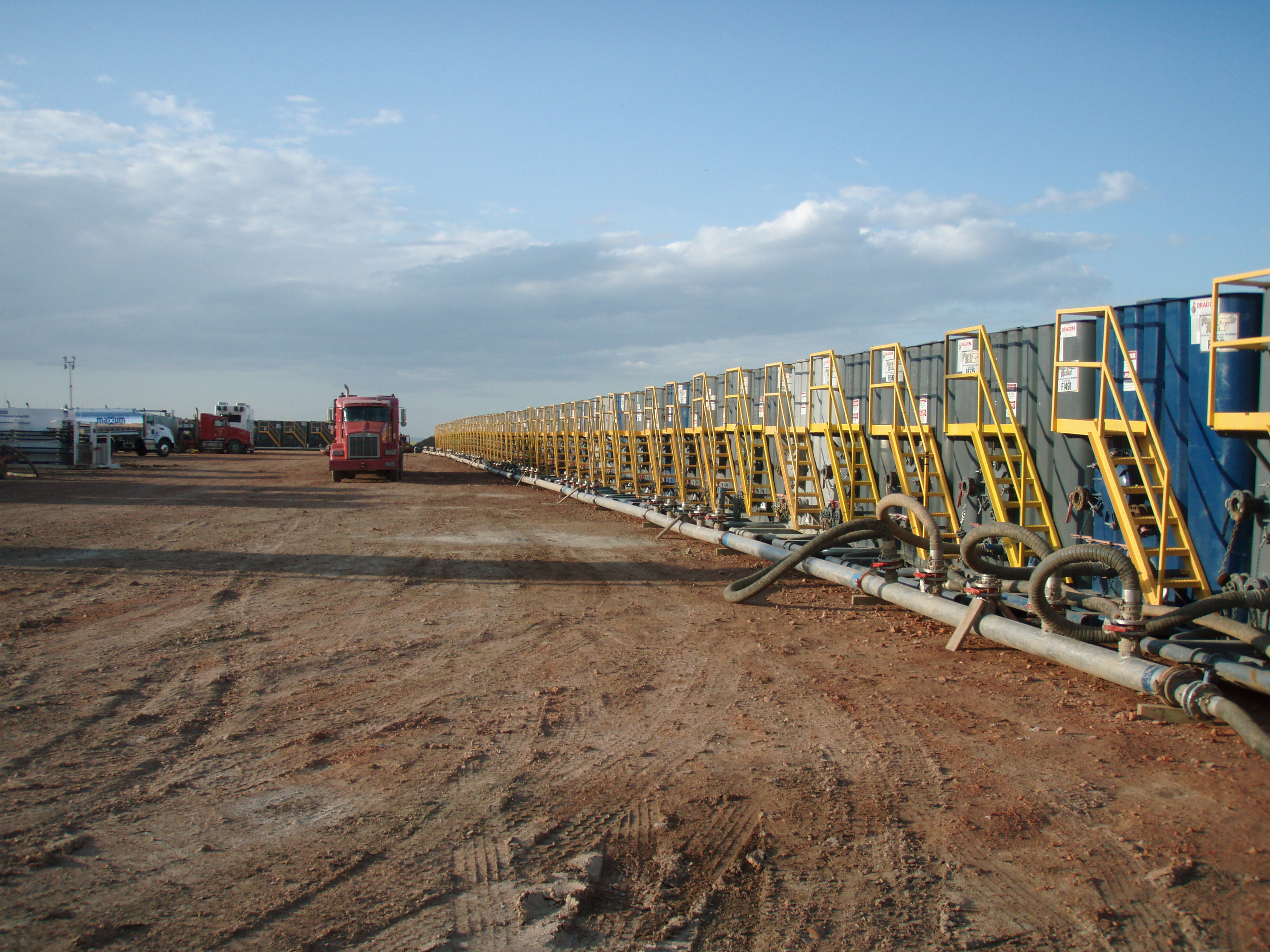
Réservoirs d'eau installés avant une opération de fracturation.

Chaque forage nécessite une quantité importante d'eau. Seule une partie de l'eau est récupérée, polluée par les additifs des fluides de fracturation.
En 2012, la sécheresse aux États-Unis a opposé les agriculteurs et certaines villes aux pétroliers pour l'accès à la ressource. Ainsi, au Texas (en situation de sécheresse depuis l'été 2011), des municipalités ont prohibé l'utilisation de l'eau pour les forages et d'autres villes en ont interdit le transport. Le 16 juillet, la Pennsylvanie a interdit à la soixantaine de sociétés de forage qui exploitent notamment le gisement Marcellus de pomper l'eau de certaines rivières, alors que les pétroliers texans et du Montana ou du Dakota peinaient également à s'approvisionner en eau. Dans certains états les agriculteurs qui avaient les droits sur l'eau vendent leur eau aux pétroliers à un prix qui a plus que doublé, à la suite de la canicule, ce qui a ainsi freiné l'implantation de nouveaux puits. Les agriculteurs du Colorado voient des sociétés de forage plus riches qu'eux qui achètent l'eau lors des ventes aux enchères des ressources hydrauliques (moyen courant d'attribution de cette ressource aux États-Unis). Au même moment, le secteur nucléaire et d'autres centrales électriques risquent de manquer d'eau pour leur refroidissement.
Comme tout forage profond (recherche d'eau, recherche de pétrole, forage géothermique…), l'impact géologique et hydraulique sur le sous-sol peut conduire à soulever inexorablement les zones modifiées, à saper les constructions (fissures) avec une eau indésirable et en surplus dans certaines zones, ou au contraire à affaisser les terrains si trop d'eau disparait du sous-sol. La règle de base est de ne pas exploiter un puits proche de constructions : le non-respect de ces prérequis par les scientifiques et les entreprises pose problème. Un forage gazier de PT Lapindo Brantas le 28 mai 2006 a provoqué un volcan de boue sur l'île de Java (volcan de boue de Sidoarjo) ; les coulées ont noyé 12 villages.

#### Risques sismiques
Il existe un lien démontré entre fracturation hydraulique et tremblements de terre, et plus particulièrement avec la ré-injection des eaux usagées (ou, plus souvent encore, de l'eau extraite, dite « eau produite », et impropre à la consommation) et des produits chimiques dans la roche mère, effectuée afin de se débarrasser de ces polluants en évitant de nuire aux nappes phréatiques. En juin 2011, la société Cuadrilla Resources a ainsi dû interrompre son activité d'exploration dans le nord-ouest de la Grande-Bretagne, en raison de plusieurs séismes de magnitude 1,5 à 2,3.
Ces séismes seraient principalement dus à l'injection d'eau. Des phénomènes similaires avaient déjà été constatés dans le Colorado en 1967, sur le site de production d'armes chimiques Rocky Mountain Arsenal (en), quand l'armée se débarrassait par injection dans le sous-sol profond de liquides liés à la production des gaz (séisme de magnitude 4,7). Cela avait amené à stopper ces injections.
L'augmentation préoccupante de ces séismes induits a poussé l'US Geological Survey à intégrer, depuis 2014, la probabilité des séismes induits dans son National Seismic Hazard Model annuel, utilisé comme document principal pour la construction des infrastructures de transport et pour la conception des plans d'urgence en cas de catastrophe.
Dans sa recommandation de janvier 2014, la Commission européenne demande aux États membres d' « arrêter des règles claires concernant d'éventuelles restrictions des activités, par exemple dans les zones protégées ou exposées aux inondations ou aux séismes, et les distances minimales à respecter entre les lieux où se déroulent les activités autorisées et les zones résidentielles et zones de protection des eaux ».

##### Le cas de l'Oklahoma
Comme pour le Texas voisin, le secteur pétrolier représente une part importante de l'économie de l'Oklahoma, soit 20 % des emplois en 2015, dont une large partie attribuable à l'exploitation récente du gaz de schiste.
La multiplication des sites de forage de gaz de schiste et la réinjection dans les formations de schiste des eaux usagées et des produits chimiques utilisés a provoqué une hausse exponentielle des séismes induits depuis 2008,. Ainsi, alors que l'Oklahoma n'avait connu que 21 séismes de magnitude 3 et plus entre 1973 et 2008, ce chiffre est monté à plus de 900 en 2015 (soit deux séismes et demi par jour). L'attribution à ce phénomène du tremblement de terre de 2011 en Oklahoma (en), de magnitude 5,7, et ressenti dans 17 États, est discutée,. Après plusieurs années de démenti du rapport entre le fracking (l'exploitation du gaz de schiste) et les séismes, la gouverneure de l'État, Mary Fallin, l'Oklahoma Geological Survey et l'Oklahoma Corporation Commission reconnaissent depuis 2015 le lien intrinsèque entre ces deux phénomènes,. En 2012, l'US Geological Survey avait déjà annoncé qu'en Oklahoma le nombre annuel de séismes de magnitude supérieure à 3 a été multiplié par 20 entre 2009 et 2011, par rapport au demi-siècle précédent. L'Oklahoma n'est pas le seul état touché, la Californie, le Dakota du Nord ainsi que le Texas ont également subis des phénomènes de ce type.

#### Risques liés à la profondeur
Plusieurs types de risques et dangers sont liés à la profondeur du forage, ou exacerbés par les conditions physicochimiques trouvées en profondeur. Ce sont notamment :
- Des risques toxicologiques et écotoxicologiques ; ils concernent la santé humaine et les écosystèmes de surface. Ils sont principalement liés aux teneurs en radionucléides, métaux lourds (mercure notamment), acide, sulfure d'hydrogène, etc. des particules et fluides (liquides, gaz) remontés lors du forage. Plus le forage est profond, plus les gaz sont « sales ». Ces polluants ou contaminants s'ajoutent à ceux contenus dans les boues de forage et fluides de fracturation.
- Des risques liés à une plus grande difficulté de contrôler les forages verticaux, mais surtout horizontaux très profonds en raison d'une température qui détruit tous les capteurs électroniques de mesures in situ disponibles. Ainsi, dans les schistes d'Haynesville (Haynesville Shale) que l'on veut maintenant exploiter au Texas et au nord de la Louisiane, le gaz est situé entre 10 500 et 13 500 pieds, dans des couches géologiques dont la température est « extrême » (de 260 à 380 °F)[131].
- Des risques liés au besoin d'augmenter la pression hydraulique de fracturation (risque sismique, mais aussi risque de rupture d'une partie de l'installation en surface avec blowout, c'est-à-dire brutale expulsion de gaz et de boue et éventuellement d'une partie des conduites du puits). En effet dans les gisements profonds tels que ceux de Haynesville, la pression atteint plus de 10 000 psi et nécessite d'au moins doubler la pression habituellement utilisée pour la fracturation, en s'appuyant sur une puissance hydraulique très supérieure à celle des fracturations classiques[131], ce qui augmente le coût et l'importance des installations en surface, mais aussi la gravité des effets en cas d'explosion et/ou de blowout.
- Des risques liés à la production de dépôts encroutants dans les tuyauteries (en amont des installations d'épuration du gaz). Il s'agit d'une part de cristallisations minérales de carbonate de calcium (CaCO3) et de divers sels (dont le sulfure de plomb et le sulfure de zinc) qui se produisent sur les parois des puits et tuyauteries au moment de la décompression et du refroidissement des fluides remontés du fond. On les appelle « tartres exotiques ». S'ajoute un risque de production de biofilms. L'entartrement peut être épais et se produire rapidement, au point d'empêcher le bon fonctionnement de l'arbre de Noël et de bloquer des vannes de sécurité. C'est pourquoi les industriels utilisent des « inhibiteurs chimiques de tartres », incluant de puissants biocides[132], mais avec le risque de sélectionner des microbes de plus en plus résistants, les meilleurs candidats étant justement ceux trouvés dans les milieux extrêmes (dits extrêmophiles).
- Des incertitudes existent concernant l'importance du risque sismique induit ; aux pressions élevées du terrain, et sous l'effet de pression hydraulique plus importante, les interactions avec les systèmes naturels de faille pourraient être plus importantes. D'éventuels effets liés à des microbes extrêmophiles profonds (éventuellement encore inconnus), qui pourraient se nourrir de certains composés biodégradables apportés par les fluides de fracturation.

## Intérêts antagonistes et lobbying
Le sujet des gaz et pétrole de schiste fait l'objet de fortes controverses, du fait des intérêts contradictoires, et d'une sensibilité de la population plus réceptive aux impacts environnementaux directs et aux effets à long terme sur le réchauffement climatique qu'aux enjeux géopolitiques à court terme. Des manifestations se sont déroulées dans de nombreux pays pour demander l'interdiction de l'utilisation de cette technique. L'interdiction de la fracturation hydraulique a par ailleurs été plusieurs fois confirmée par le gouvernement en France.

## Perspectives mondiales

### Synthèse: réserves et production
Selon Rystad Energy cité par Les Échos, les principales réserves de gaz de schiste sont en 2019 celles des États-Unis : 1 187 Tcf (milliards de pieds cubes), du Canada : 329 Tcf, du Brésil : 209 Tcf, de la Chine : 95 Tcf, de l'Australie : 75 Tcf, de l'Inde : 58 Tcf et de l'Arabie saoudite : 58 Tcf.
| Pays           | Réserves non prouvées (en billions de mètres cubes) |
| -------------- | --------------------------------------------------- |
| Monde          | 207                                                 |
| Chine          | 32                                                  |
| Argentine      | 23                                                  |
| Algérie        | 20                                                  |
| États-Unis     | 19                                                  |
| Canada         | 16                                                  |
| Mexique        | 15                                                  |
| Australie      | 12                                                  |
| Afrique du Sud | 11                                                  |
| Russie         | 8                                                   |
| Brésil         | 7                                                   |

Les réserves non prouvées de gaz de schiste dans le monde étaient estimées en 2013 à 207 000 milliards de mètres cubes (32 % des réserves totales de gaz naturel). À titre d'indication, la consommation mondiale de gaz naturel était de 3 222 milliards de mètres cubes en 2011. Les réserves de gaz de schiste sont réparties sur tous les continents mais la Chine, l'Argentine, l'Algérie et les États-Unis en sont dans cet ordre les plus gros détenteurs.

### Afrique

#### Afrique du Sud
Le gouvernement sud-africain a décidé de lever, le 8 septembre 2012, le moratoire instauré en 2011 sur l'exploration du gaz de schiste.

#### Algérie
L'Algérie, quatrième exportateur de gaz au monde, a décidé de développer son très important potentiel de gaz de schiste. Selon les résultats préliminaires de l’évaluation du potentiel de gaz non conventionnels commandée par le ministère de l’Énergie, les réserves de gaz non conventionnel algériennes sont aussi importantes que celles des États-Unis. La loi sur les hydrocarbures devrait être modifiée afin d’introduire la réglementation nécessaire pour exploiter le gaz non conventionnel, devenu une nécessité pour permettre au pays de satisfaire la demande locale et d’assurer son indépendance énergétique à l’horizon 2050. L’Algérie possèderait 19 800 milliards de mètres cubes de réserves de gaz de schiste, quatre fois plus que ses réserves de gaz conventionnel. Cependant la quantité varie selon les sources. Pour développer ce potentiel, le groupe public Sonatrach a conclu des partenariats avec Shell, Eni et Talisman. En 2011, il a creusé ses premiers puits de gaz de schiste dans le bassin d'Ahnet, près de Tamanrasset.
En avril 2017 toutefois, le gouvernement annonce son intention de renoncer à l’exploitation du gaz de schiste pour se tourner vers les énergies renouvelables. Auparavant, de janvier à avril 2015 des forages dans la région d'In-Salah avaient provoqué des manifestations, violemment réprimées, d'habitants inquiets des conséquences des forages sur l'environnement.

#### Tunisie
Profitant d'un flou juridique, la production du gaz de schiste en Tunisie a commencé en 2010. Plusieurs sociétés comme Winstar Resources, PERENCO ou Cygam Energy ont déjà commencé à utiliser la méthode de la fracturation hydraulique. Le gouvernement tunisien a confié à Shell en septembre 2012 la prospection dans la région de Kairouan (pas encore confirmé : en phase de recherche). Cette décision ne fait pas l'unanimité et des voix commencent à s'élever contre ce projet. La nouvelle constitution tunisienne adoptée en janvier 2014 accorde un droit de regard à l’Assemblée nationale concernant l’exploitation des ressources naturelles (article 13). En l’absence de dispositions permettant d’encadrer correctement l’exploration du gaz de schiste, les demandes d’Anadarko d’explorer le gaz de schiste en Tunisie sont rejetées conduisant au départ du groupe pétro-gazier américain en 2017.

### Amérique du Nord

#### Canada
La production de gaz de schiste atteignait 2,1 milliards de mètres cubes en 2012.

#### Québec
Des explorations ont été effectuées mais la population a demandé un moratoire pour la sécurité de ses ressources en eau, de son environnement et de sa santé.
En 2010, treize compagnies ont acquis des droits d'exploitation sur un territoire majoritairement situé dans la vallée du Saint-Laurent.
Le projet global a récemment été estimé à environ 20 000 puits dans les régions concédées. Cela représenterait environ 40 000 km de conduits souterrains et un puits environ tous les kilomètres.
Les industries présentes sont:
- Junex Inc.
- Gastem Inc.
- Pétrolympia Inc.
- 333817 Alberta Ltd
- Molopo Canada Inc.
- Altai Resources Inc.
- Talisman Energy Inc.
- 9220-5558 Québec Inc.
- Greencastle Resources Ltd
- Intergaz Exploration, Sec
- Ressources & Énergie Squatex inc.
- X-Terra Resources Corporation

#### États-Unis

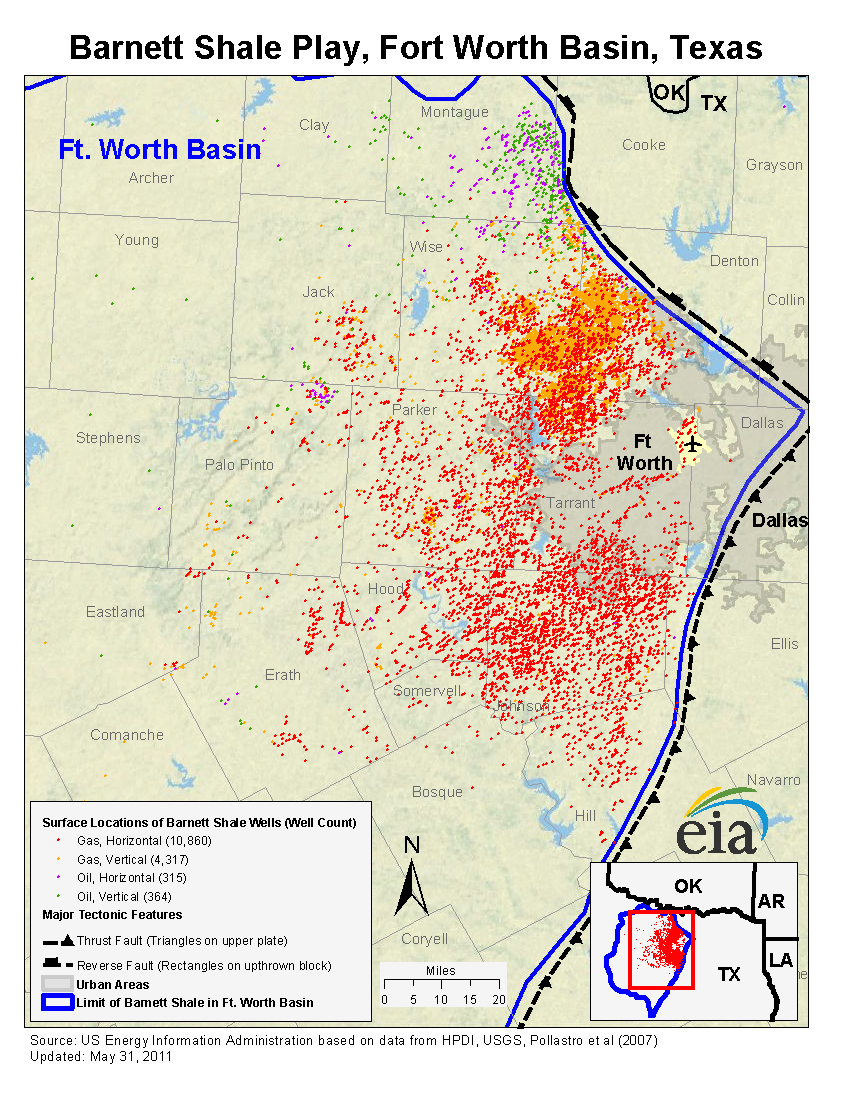
Le plus ancien et le plus important gisement en exploitation est celui de Barnett Shale autour de Fort Worth (Texas) où près de 16000 puits (en rouge sur cette carte) sont en production sur une superficie d'un peu plus de 10000 km2.

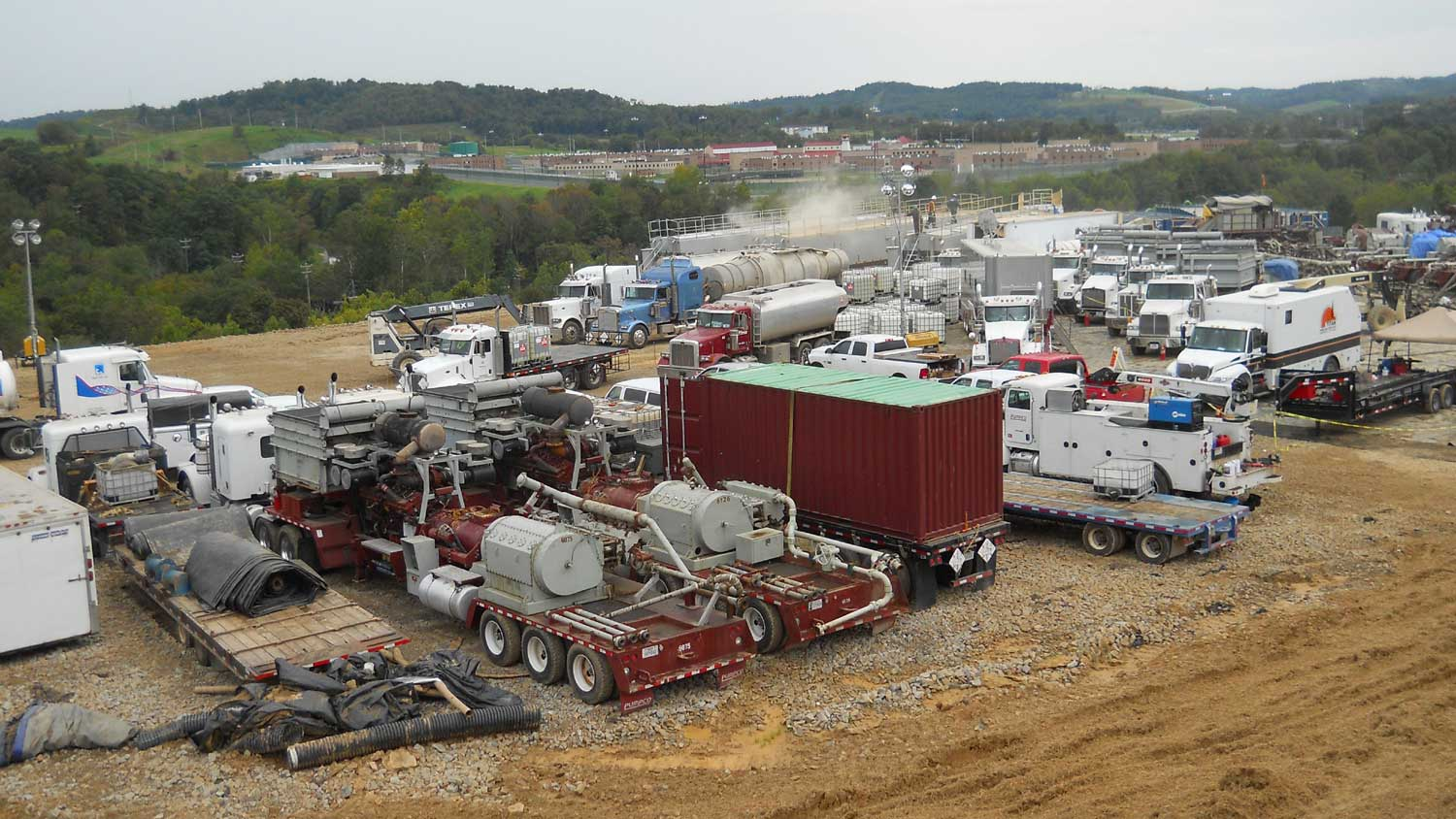
Opération de fracturation en cours sur le gisement de Marcellus Shale.

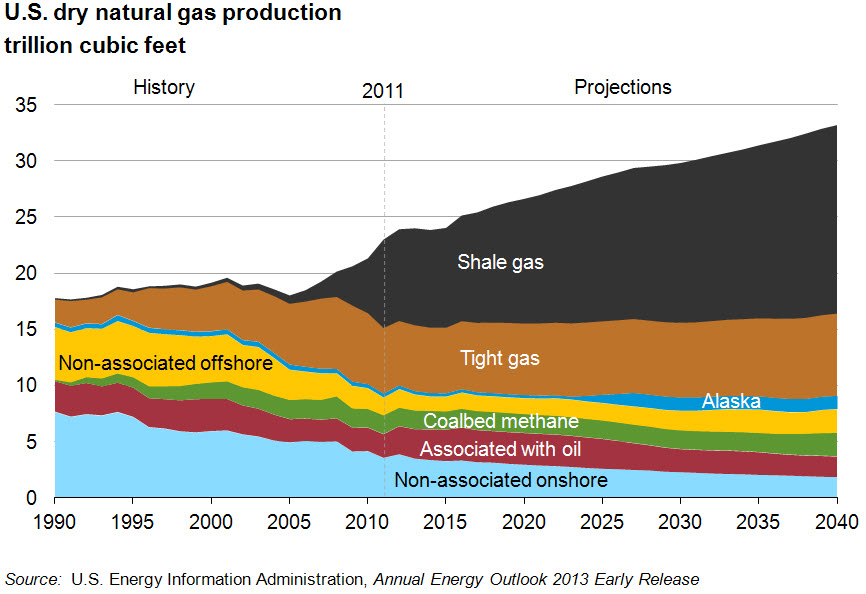
Production de gaz naturel aux États-Unis 1990-2040. Gaz de schiste en noir

Le premier puits de gaz commercial foré aux États-Unis, à Fredonia (État de New York) en 1821, était un puits artisanal (creusé à la pelle, sur 9 m de profondeur) qui exploitait un gaz de schiste de la formation du Dévonien de Fredonia. Les puits de pétrole Drake en 1859 ont ensuite éclipsé la production de gaz de schiste, de même que les grands volumes produits par les réservoirs de gaz conventionnel, avant que ces derniers ne tendent à s'épuiser.
En 1996, les puits de gaz de schiste aux États-Unis ne produisaient que 0,3 TCF (milliers de milliards de pieds cubes : 1 Tcf vaut 28,3 milliards de mètres cubes), soit 1,6 % de la production américaine de gaz ; la production a plus que triplé en 2006, pour s'établir à 1,1 TCF par an, soit 5,9 % de la production nationale.
En 2005, il y avait déjà 14 990 puits de gaz de schiste aux États-Unis. Un nombre record de 4 185 puits de gaz de schiste ont été forés en 2007. En 2007, les gisements de gaz de schiste figuraient en bonne place parmi les principaux gisements gaziers aux États-Unis en termes de volumes produits ; ainsi, le Barnett/Newark East se classait au 2e rang, tandis que l'Antrim figurait en 13e place, et de petites entreprises comme Range Resources connaissaient un développement spectaculaire.
Début 2011, on compte 493 000 forages d'exploitation actifs dont 93 000 au Texas et 71 000 en Pennsylvanie.
Une étude menée par le MIT estime que le gaz naturel fournira 40 % des besoins énergétiques des États-Unis dans l'avenir, contre 20 % aujourd'hui, grâce en partie aux abondantes réserves de gaz de schiste. Selon l'Agence internationale de l'énergie (novembre 2012), les États-Unis deviendront le premier producteur de gaz d'ici à 2015.
Afin de pouvoir puiser dans ces réserves, une loi est promulguée interdisant aux propriétaires de refuser un forage de gaz de schiste sur leurs terres,.
Le mardi 21 juin 2011, l'Arkansas Oil and Gas Commission (Commission du pétrole et du gaz de l'Arkansas), fait passer un moratoire, interdisant temporairement l'exploitation par fracturation, en raison de 1 220 tremblements de terre recensés provenant de cette technique depuis le début de l'année et notablement un de magnitude 4,7 sur l'échelle de Richter. Par ailleurs, les impacts sur l'environnement et la santé humaine sont dénoncés par le Sierra Club et le mouvement Stop the Frack Attack.
Les opérateurs industriels étaient en 2010 au nombre de neuf :
- BJ Services
- Complete Production Services
- Halliburton
- Key Energy Services
- Patterson-UTI
- RPC, Inc
- Schlumberger
- Superior Well Services
- Weatherford International

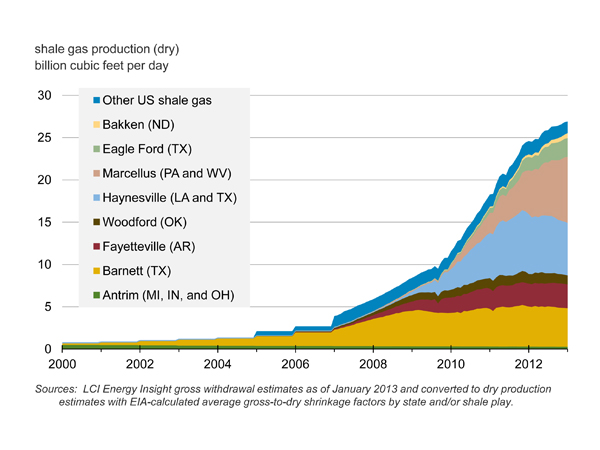
Production des gisements de gaz de schiste aux États-Unis de 2000 à 2013
Source : EIA.

En 2013, la production de gaz de schiste a plafonné. Les grandes compagnies pétrolières (ExxonMobil, BP, Total, Shell, ENI…), qui avaient succombé trop vite à l’appât du gain, y ont investi des sommes très importantes avant de réduire la voilure et de réorienter investissements et appareils de forage (rigs) vers les régions où l’on a découvert des condensats (gaz liquides) et du pétrole de schiste — bien mieux valorisés sur le marché ; au premier semestre 2013, les investissements en Amérique du Nord dans le pétrole et le gaz non conventionnels sont tombés à 26 Mds $ contre 54 Mds $ au premier semestre 2012 ; les bassins de Marcellus (Pennsylvanie) et d’Eagle Ford (Texas), qui représentent 43 % de la production américaine, sont en forte croissance, alors que Barnett (Texas), Fayetteville (Arkansas) et surtout Haynesville (frontière Arkansas-Texas-Louisiane), soit 46 % à eux trois, sont en net repli.
Par ailleurs, les prix du gaz, qui avaient fortement baissé sous l'effet du boom du gaz de schiste à partir de 2009, ont connu une forte remontée en 2013 : en décembre 2013, les prix des contrats à terme pour le mois suivant étaient à 4,28 $/MBtu contre 3,44 $/MBtu en décembre 2012, soit +24 % ; la moyenne de 2013 s'établit à 3,73 $/MBtu contre 2,83 $/MBtu en 2012 (+32 %) ; en 2014, ils ont continué à monter : 4,59 $/MBtu en juin, 4,65 $/MBtu en moyenne sur le 1er semestre.
Les quatre principales compagnies opérant dans le gaz de schiste (Chesapeake, Southwestern, Devon et EOG) ont dû passer des provisions pour dépréciation de leurs actifs (impairement en anglais) d'un total de plus de 42 milliards de $ pour la période 2008-2012, où elles n'avaient dégagé que 80 Mds $ de cash-flow alors qu'elles avaient investi 133 Mds $.
La contestation contre le gaz de schiste monte : un sondage effectué par l'institut américain Pew Research Center en septembre 2013 révèle que 49 % des Américains sont désormais opposés à l'extraction par fracturation, contre 38 % en mars 2013.
Le gouverneur de l’État de New York, Andrew Cuomo, a décidé le 17 décembre 2014 d’interdire la fracturation hydraulique à cause des risques qu'elle présente pour la santé des populations.
L'administration Obama a annoncé en mars 2015 la mise en place d'une réglementation visant à mieux encadrer les forages d'hydrocarbures utilisant la fracturation hydraulique sur les terrains de l'État fédéral ; les industriels devront respecter une série de normes destinées à éviter la contamination des nappes phréatiques : l'étanchéité des puits devra notamment être renforcée, les eaux usées devront être sécurisées, et la liste des produits chimiques injectés dans le sol devra être publiée dans un délai de 30 jours suivant l'opération. Ces mesures ne concernent que les terrains propriété de l'État fédéral, soit 11 % des ressources exploitées en gaz naturel et 5 % des gisements de pétrole, mais les pétroliers craignent que la réglementation fasse tache d'huile au niveau des règles adoptées par les États américains. L'Independent Petroleum Association of America (IPAA) et la Western Energy Alliance ont déposé plainte, pointant le surcoût de cette réglementation qui selon eux pourrait aller jusqu'à 97 000 dollars par puits, mais le ministère américain chargé de ces mesures estime ce surcoût à 11 400 dollars par opération de forage, soit moins de 1 % du coût actuel.
ExxonMobil confirme le 11 octobre 2023 l'acquisition pour 59,5 milliards de dollars de Pioneer Natural Resources, producteur de pétrole et de gaz de schiste. Le groupe devient ainsi le principal producteur du bassin permien, produisant 4,5 millions de barils d'équivalent pétrole par jour, 50 % de plus que le numéro deux du secteur.

### Europe
Elle ne produit pas encore de gaz de schiste en 2014, mais le succès nord-américain de cette industrie a incité l'industrie gazière à réexaminer le potentiel des schistes européens les plus riches en matières organiques,,,. L'état réel des réserves européennes reste incertain car la seule évaluation globale réalisée (par l’EIA) repose essentiellement sur la géologie connue des sols et non sur des explorations. Selon un document du think tank franco-belge Institut Thomas More, l’Allemagne, la Lituanie, les Pays-Bas, la Pologne, le Royaume-Uni et les régions autonomes du Pays basque et d’Aragon en Espagne ont procédé à des études préliminaires permettant d’évaluer leurs réserves potentielles en gaz de schiste.
La société norvégienne Statoil, impliquée dans une coentreprise avec Chesapeake Energy pour extraire le gaz de schiste de Marcellus Shale dans le nord-est des États-Unis, a manifesté son souhait de capitaliser sur ses connaissances pour développer le gaz de schiste en Europe. L'entreprise poursuit par ailleurs une campagne d'acquisitions dans les formations de Marcellus, Bakken et Eagle Ford.
La société russe Gazprom a annoncé en octobre 2009 qu'elle envisageait l'achat d'un producteur américain de gaz de schiste afin d'acquérir une expertise qu'elle pourrait utiliser pour développer le potentiel de la Russie. L'italien Eni a acquis une participation dans Quicksilver Resources. La compagnie pétrolière française Total qui exploite déjà des gaz profonds en mer participe à une coentreprise avec Chesapeake Energy dans le Barnett Shale au Texas, et a annoncé en 2014 vouloir opérer avec Island Gas, GP Energy Ltd (17,5 %), Egdon Resources UK Ltd (14,5 %) et Corp Oil & Gas UK Ltd (13,5 %) en Grande-Bretagne dans le bassin de Gainsborough Trough (240 km2) situé dans l'East Midlands au centre-Est du pays, via une prise d'intérêt de 40 % dans deux permis d'exploration et de production.
Les formations schisteuses propices en Europe comprennent des schistes du nord de la France, des schistes d'alun dans le nord de l'Europe et les schistes du Carbonifère en Allemagne et aux Pays-Bas.
Selon la société d'études IHS-Cera, l'exploitation du gaz de schiste est indispensable à l'Europe pour compenser le déclin amorcé de sa production de gaz naturel conventionnel. L’association Eurogas, Union Européenne pour l’Industrie du gaz naturel, émet quant à elle un avis plus modéré sur le développement de gaz non conventionnels en Europe. Selon son président, Jean-François Cirelli, numéro deux du groupe énergétique GDF-Suez, bien que le développement du gaz de schiste ait la capacité d’accroître les réserves mondiales de gaz et qu'il puisse compenser un déclin de la production sur le long terme, le gaz non conventionnel ne bénéficie pas d’un cadre suffisamment incitatif pour se développer.
Par ailleurs, selon de nombreux économistes, la chute du prix du gaz aux États-Unis due à l'essor de la production des gaz non conventionnels profite aux industriels américains au détriment des Européens. Ceci est particulièrement notable dans le secteur de la chimie et de la pétrochimie, avec un écart de compétitivité croissant de part et d’autre de l’Atlantique et des transferts de capacités considérables depuis l’Europe et l’Asie vers les États-Unis.
Un rapport de 2012 de la Commission européenne indique que, contrairement aux États-Unis, « la production de gaz de schiste ne rendra pas l'Europe auto-suffisante en gaz naturel. Dans le scénario le plus optimiste les importations peuvent être réduites à un taux d'environ 60 %. ».
Un article publié dans la revue Nature en mars 2016 conclut que « les efforts d'exploration ont été  décevants et les perspectives actuelles d'un boom du gaz de schiste en Europe s’éloignent. En plus du retrait de la Pologne, les acteurs industriels se retirent un à un de Lituanie, Roumanie et Danemark, citant les mauvais résultats des forages ».

#### Allemagne
Un article du journal Le Monde annonce en février 2013 que jusqu'à 2 300 milliards de mètres cubes de gaz naturel pourraient être extraits du sous-sol allemand. Ces ressources de gaz non conventionnelles se localisent principalement dans le bassin de la mer du Nord (Posidonia, Namurian, Wealden Shales).
ExxonMobil détient des baux sur 750 000 hectares dans le bassin inférieur de la Saxe en Allemagne, où elle projetait de forer dix puits de gaz de schiste en 2009.
L’Allemagne, qui consomme 86 milliards de mètres cubes de gaz naturel par an importe actuellement 85 % de ce qu’elle consomme.
Dans un courrier adressé début juin 2014 à la commission des finances du Bundestag, le ministre de l'Économie Sigmar Gabriel a exposé un projet du gouvernement, qui devrait être examiné avant la pause estivale: la fracturation hydraulique sera autorisée après examen des conditions de protection de l'environnement et en dehors des zones humides protégées (14 % du territoire) ; ces modifications législatives pourraient entrer en vigueur à partir de 2015. Selon le département américain de l'Énergie, dans son évaluation de 2013 basée sur de seuls études géologiques sans forages, le sous-sol allemand recèlerait 476 milliards de mètres cubes de réserves récupérables, soit huit fois moins que le potentiel français, et l'équivalent de six ans environ de consommation allemande de gaz.
Le gouvernement a adopté le 1er avril 2015 un projet de loi visant à autoriser le « fracking » en principe, tout en l'empêchant dans la pratique : il prévoit des interdictions dans certaines régions précises et interdit l'emploi à but commercial de la fracturation hydraulique pour extraire des hydrocarbures dits « non conventionnels » dans des roches dures comme les schistes à des profondeurs inférieures à 3 000 mètres. Des forages à but scientifique seront toutefois possibles sous conditions. Les débats au Bundestag et au Bundesrat, où les résistances sont fortes, seront animés.

#### Autriche
OMV travaille sur un bassin, près de Vienne. Toutefois, le 17 septembre 2012, OMV annonce ne pas donner suite à l'exploitation de ces réserves pour des « raisons économiques ».

#### Danemark
Le Danemark étudie actuellement très sérieusement la possibilité d'exploiter des gaz de schiste et se lance dans la recherche de ces hydrocarbures.

#### Espagne
Des prospections ont été réalisées dans la province d'Alava (sud du Pays basque) et laissent penser que la zone abrite dans son sous-sol 184,5 milliards de mètres cubes de gaz, soit 60 fois la consommation annuelle de la région Pays basque et 5 fois celle de l'Espagne.
Pas encore exploités, ces hydrocarbures de schiste sont cependant considérés par le président (lehendakari) du gouvernement autonome basque, le socialiste Patxi López, comme « une opportunité motrice pour le développement industriel et l'activité économique ». La région prévoit de s'allier avec l’entreprise texane Heyco pour forer les premiers puits de gaz de schiste dès 2012.

#### France
Selon une évaluation de l'Agence internationale de l'énergie (AIE) la France et la Pologne seraient les pays européens aux ressources en gaz de schiste les plus importantes. Les deux bassins potentiellement riches en hydrocarbures de schiste en France sont le quart nord-est et le sud-est du pays.
En 2014, l’Agence américaine d'information sur l'énergie estime les réserves françaises de gaz de schiste à 5 094 milliards de m3. Selon une autre estimation de l'Agence internationale de l’énergie, le sous-sol français contiendrait 3,9 milliards de m3 de gaz de schiste.
Dans le Sud-Ouest, par un permis de prospection accordé en 2006 par l'État, dit « Permis de Foix », deux forages de recherche de gaz de schiste ont été opérés par la Société canadienne Encana en 2007 durant un an à Franquevielle et 4 mois à Mérigon. Les gisements ont été estimés insuffisants pour une exploitation ultérieure. Ces forages prospectifs, autorisés par l'État français avec une faible information des populations locales, contribueront à la vive controverse sur ce type d'énergie fossile et ses modes d'extraction.
En 2010, 64 permis d'exploration ont été délivrés par Jean-Louis Borloo, faisant ensuite l'objet d'un désaveu par le gouvernement en 2011. Les conséquences environnementales, inquiétant les populations concernées, ont amené les députés français à provisoirement légiférer.
En 2010, Florence Gény met en doute le fait qu'on puisse transposer les résultats gaziers américains à l'Europe. La loi Jacob du 13 juillet 2011 interdit l'exploration et l'exploitation des mines hydrocarbures liquides ou gazeux par fracturation hydraulique. Le 30 juillet 2011, la France devient ainsi le premier pays à interdire la fracturation hydraulique. La méthode est jugée hautement polluante. À la suite de ce vote, trois permis d'exploration, sur un total de 64, octroyés par les autorités françaises, sont annulés. Mais les écologistes se déclarent alors préoccupés par les 61 autres permis encore en vigueur en France et s'inquiètent également de l'article 4 de la loi, autorisant des « expérimentations réalisées à seules fins de recherche scientifique sous contrôle public ».
De son côté, la société française Total souhaite axer sa stratégie sur l'exploitation de ces gaz, et conclut des accords avec la Chine et le Qatar, qui deviennent ses premiers actionnaires. Total s'intéresse aussi aux gaz non conventionnels aux États-Unis, en Argentine, en Chine et en Australie et en Europe (participation à 40 % à deux licences en Angleterre en 2014-2015, à deux licences d'exploration au Danemark en 2010 et à une concession en Pologne en 2011). En France, le pétrolier avait bénéficié d'un permis d'exploration du sous-sol dans une zone de 4 327 km2 située entre Montélimar et Montpellier, abrogé en octobre 2011.
Au sein du gouvernement français, les déclarations sont parfois contradictoires en raison d'intérêts divergents entre le ministère de l'Industrie et le ministère de l'Écologie qui est chargé de l'énergie.
Le 20 juillet 2012, la ministre de l'Écologie Delphine Batho confirme que le gouvernement maintient clairement et nettement l'interdiction de l'exploitation des gaz de schiste : « Nulle part dans le monde il n'a été prouvé que cette exploitation pouvait se faire sans dégâts considérables sur l'environnement et avec des risques importants pour la santé ».
Le 14 septembre 2012, dans un discours lors de la Conférence environnementale, le président François Hollande annonce : « J'ai demandé à Delphine Batho (…) de prononcer sans attendre le rejet de sept demandes de permis déposés auprès de l'État et qui ont légitimement suscité l'inquiétude dans plusieurs régions. S'agissant de l'exploration et de l'exploitation des hydrocarbures non conventionnels, telle sera ma ligne de conduite tout au long de mon quinquennat. ». Il précise que « dans l'état actuel de nos connaissances, personne ne peut affirmer que l'exploitation des gaz et huiles de schiste par fracturation hydraulique, seule technique aujourd'hui connue, est exempte de risques lourds pour la santé et l'environnement. ». Dans la même allocution, il ne rejette pas pour autant la recherche de nouvelles techniques d'extraction : « La recherche est possible sur d'autres techniques que celle de la fracturation hydraulique. Pour l'instant, cette recherche n'a pas abouti, je ne peux pas l'interdire, elle n'est pas interdite pas la loi ».
Le 19 septembre, 22 personnalités de l'industrie appellent à lancer une grande concertation nationale pour juger du potentiel français en la matière. Dans ce manifeste, elles estiment que la France a le devoir d’évaluer ses ressources potentielles, dispose d'une possibilité unique de développer des modes d’exploitation propre, et pourra effectuer un choix éclairé par un vrai débat une fois les données françaises connues. Parmi les principaux signataires figurent des syndicats patronaux (le MEDEF, la CGPME) et de cadres (la CFECGC) mais aussi des fédérations comme l'Union des industries chimiques, la Fédération des industries électriques, électroniques et de communication, ou le Groupement des entreprises parapétrolières et paragazières.
Début octobre 2012, lors de la visite d'État de François Hollande en Algérie, la ministre du Commerce extérieur Nicole Bricq a facilité un rendez-vous entre la société française Saltel Industries, qui a mis au point une technologie de fracturation hydraulique présentée comme respectueuse de l'environnement, et la compagnie pétrolière nationale algérienne Sonatrach, faisant ainsi la promotion d'une pratique qu'elle combattait quelques mois auparavant lorsqu'elle était sénatrice de Seine-et-Marne puis ministre de l'Écologie du gouvernement Ayrault I.
Le 5 novembre 2012, bien que le rapport Gallois préconise d'étudier d'autres méthodes d'extraction de gaz de schiste, la seule méthode connue par fracturation hydraulique causant une pollution importante de l'eau en sous-sol, François Hollande refuse à la suite de la pression des écologistes.
En novembre 2012, le ministre du Redressement productif Arnaud Montebourg a estimé, lors d'un colloque organisé par l'Union française de l'électricité, que la France devait « exploiter son gaz de schiste à l'aide de techniques propres plutôt que de l'importer ». Il avait déjà provoqué un certain émoi le 18 juillet lors d'une audition par la commission des affaires économiques de l’Assemblée nationale en déclarant : « L'exploitation des gaz de schiste pose des problèmes environnementaux sérieux. Est ce qu'il y a des évolutions technologiques possibles ? La réponse est oui. Donc, il faut mettre ces questions sur la table et en débattre très tranquillement », au point que Delphine Batho indique dès le lendemain sur BFM TV que les prises de position d'Arnaud Montebourg sont « une réflexion intellectuelle, à partir de techniques futures qui en l'état actuel des choses n'existent pas ». Contrairement à ce qu'ont déclaré Michel Rocard et François Fillon, l'exploitation du gaz de Lacq n'a pas utilisé la technique de fracturation hydraulique.
En décembre 2012, bien que la France refuse l'exploitation et les essais techniques sur son propre territoire, elle a signé un accord avec l'Algérie pour rechercher les gaz de schiste de ce pays qui serait lui aussi doté d'un important potentiel.
Le 31 janvier 2013, à la suite de la saisine de la commission des affaires économiques du Sénat, l'Office parlementaire d'évaluation des choix scientifiques et technologiques (OPECST) a autorisé le député Christian Bataille et le sénateur Jean-Claude Lenoir à mener une étude approfondie sur les technologies alternatives à la fracturation hydraulique. Le rapport dressera un état des lieux des techniques existantes et prendra appui sur des comparaisons de pratiques internationales, il abordera l'impact géopolitique et économique de l'exploitation du gaz de schiste. Dans leur pré-rapport, Christian Bataille et Jean-Claude Lenoir ont constaté que « d’une part, dans les pays autorisant l’exploitation, il y a une amélioration des technologies existantes. D’autre part, des alternatives apparaissent pour stimuler la roche reposant sur l’électricité ou le propane. Si des technologies nous apparaissent acceptables, le moins que l’on puisse faire est d’explorer notre sous-sol ».
Le Conseil constitutionnel valide dans sa décision du 11 octobre 2013 l'interdiction de l'exploitation des gaz de schiste par fracturation hydraulique à la suite du dépôt d'une QPC par la société texane Schuepbach,.
En novembre 2013, l'Académie des sciences parle de « risques maîtrisables » concernant l'exploitation du gaz de schiste et demande un « effort de recherche » sur le sujet.
Selon un sondage publié en janvier 2014, les Français sont de plus en plus opposés au gaz de schiste : 63 % estiment qu'il ne faut pas l'encourager pour la production de chaleur et d'électricité, et seuls 24 % sont pour (35 % un an plus tôt).
Les prévisions de rentabilité financière fluctuent également pour la France, notamment selon les hypothèses retenues (géologiques et de prix du gaz). Ainsi l'Observatoire français des conjonctures économiques (OFCE) a produit en 2013, une première évaluation (qui a servi de volet économique au rapport Montebourg). Deux ans plus tard, l'office jugeait lui-même excessivement optimiste cette évaluation (300 milliards de dollars de rente sur 30 ans). De premiers retours d'expérience (polonais notamment) sont alors disponibles ; y compris américains avec par exemple par l’EIA la réduction en mai 2014 de 96 %  son estimation du potentiel de pétrole de schiste exploitable dans le gisement de Monterey (jusqu'alors considéré  comme l’un des plus prometteurs, sur la base des calculs de prospecteurs privés indépendants, non fondés sur les données de l’US Geological Survey).
En 2014-2015, le gaz polonais s'est avéré quasi inaccessible, ce qui a conduit les groupes nord-américains Marathon Oil, Talisman Energy et Exxon Mobil, puis l’italien ENI à - en 2014 - abandonner les concessions qu'ils avaient acquises dans le pays.

Sur la base des estimations américaines de gisement, et en s'appuyant sur un modèle économique dit « SHERPA » (pour schiste exploitation et récupération ; projection et analyse), l'OFCE a en France mis à jour ses calculs (dans un rapport intitulé Can the U.S. shale revolution be duplicated in Europe ? : la manne espérée est divisée par 20 par rapport à l'évaluation précédente, chutant à 19,6 milliards sur 45 ans, sans tenir compte des coûts des impacts du Gaz de schiste aux États-Unis et à condition que les coûts de forage et de complétion de puits soient comparables en France et aux États-Unis, et en admettant que les gisements français sont seraient comparables au Haynesville, le meilleur champ américain, « dont les caractéristiques sont exceptionnelles : la production moyenne de gaz par puits y est près de quatre fois supérieure à la moyenne des cinq autres principaux gisements », Or, précise le rapport 2015 : « les spécificités du contexte européen, notamment concernant la grande profondeur des dépôts et une réglementation environnementale plus stricte, pourraient augmenter les coûts de forage et diminuer encore cette faible rentabilité. Nous constatons qu'un surcoût de 40% par rapport aux coûts de forage américaines rendrait l'extraction du gaz de schiste non rentable. Sans productivité extrême des puits il semble très difficile pour l'extraction de gaz de schiste d'avoir un impact sur les marchés énergétiques européens comparables à celui de la révolution américaine du gaz de schiste ».
Depuis fin 2018, du gaz de schiste américain est importé en France,.

#### Hongrie
ExxonMobil a foré le premier puits de gaz de schiste en Hongrie dans la fosse Mako, en 2009.

#### Lituanie
Chevron a proposé un contrat d'exploration et d'exploitation des gaz de schiste situés dans l'est de la Lituanie, dont les réserves potentielles seraient de 30 à 50 milliards de mètres cubes de gaz, soit 10 à 20 ans de consommation nationale. Les autorités du pays, qui cherchent à réduire leur dépendance énergétique vis-à-vis de la Russie qui fournit la totalité du gaz importé en Lituanie, doivent statuer en mars 2013.

#### Pologne
En 2010, la Pologne importe les deux tiers de son gaz naturel de Russie. Des travaux récents indiquent que la Pologne renferme d'importantes ressources de gaz de schiste. Si les estimations récentes sont exactes, le pays jouirait de réserves de plus de 3 000 milliards de mètres cubes, soit plus de 200 fois la consommation annuelle. En 2011, l'Energy Information Administration (EIA) américaine, réévalue les réserves de la Pologne, qui se situeraient autour de 5 300 milliards de mètres cubes de gaz de schiste, soit près de 400 fois sa consommation annuelle : le pays posséderait ainsi 1/3 des réserves européennes, devant la France et la Norvège.
Ces ressources de gaz de schiste pourraient accroître considérablement les réserves prouvées de l'Union européenne, et réduire les importations de gaz en provenance de Russie,.
Cependant les réserves se révèlent surévaluées. En 2012, l'Institut polonais de géologie divise par 5 les prévisions faites par l'EIA un an plus tôt.
En juin 2013, le département de l'Énergie des États-Unis publie une nouvelle estimation située aux alentours de 4 000 milliards de mètres cubes.
Outre quelques gisements en Haute et Basse Silésie, en octobre 2011, le ministère de l'environnement polonais avait accordé environ 100 concessions, couvrant 37 000 km2 (12 % du territoire national). Des gisements prometteurs se situeraient à Lublin, en Mazovie et en Poméranie. Une dizaine de forages d'exploration sont en cours à la date d'octobre 2011.
En octobre 2011, 40 compagnies, la plupart canadiennes et américaines, exploitent des concessions de gaz de schiste. Parmi les entreprises polonaises figurent PGNiG, PKN Orlen, Mazovia Energy Resources et Lublin Energy Resources. Les firmes étrangères incluent Chevron, Cuadrilla, Aurelian Oil and Gas, Exxon Mobil Exploration, BNK Petroleum, Lane Energy et ConocoPhillips, Lane Resources et Marathon Oil. Total a racheté à Exxon Mobil 49 % des parts de la concession d'exploration de gaz de schiste près de Lublin. Marathon Oil a acquis des baux sur une importante concession en Pologne. La société envisage d'explorer les gaz de schiste du Silurien.
Le réalisateur américain Lech Kowalski y tourne en 2009 un documentaire concernant les activités de la société Chevron et la résistance de certaines communautés paysannes polonaises. Ce documentaire fait des allers et retour entre la Pologne et la Pennsylvanie, où le développement de l'industrie du fracking a fait l'objet d'un boom ; l'avenir envisagé pour le voisinage, et ses conséquences sur le style de vie des riverains, est donc mieux perceptible. La réflexion, dépassant le cadre technologique du fracking, aborde la question de la définition des moyens de recours civiques de particuliers face à des multinationales associées à une politique d'indépendance énergétique d'État affirmée.
Après des forages jugés encourageants, la Pologne commencera en 2014 à extraire du gaz de schiste. Il s'agit du premier pays européen à s'engager en ce sens, alors que le Royaume-Uni et le Danemark n'en sont qu'à un stade exploratoire. Cela permettra au pays de ne plus dépendre des importations du gaz russe (actuellement la moitié de sa consommation) et de trouver une alternative au charbon, très polluant, qui produit 91 % de l'énergie du pays. Il est à noter qu'il faudra plusieurs années pour que la production soit significative, le temps que les investissements nécessaires et l'installation d'équipements de forage soient réalisés.
Néanmoins, une présence de ressources plus faible que prévu, une géologie du sous-sol difficile ainsi qu'une législation contraignante ont fait grimper les coûts d'exploitation et fuir plusieurs groupes industriels étrangers à qui des concessions avaient été attribuées (Marathon Oil, Talisman Energy, Exxon Mobil et Eni). Début 2014, l'avenir du gaz de schiste en Pologne reste incertain.
Le 14 avril 2014, Total annonce à son tour sa décision de ne pas renouveler son unique concession de Chelm, estimant que le potentiel de la zone ne permet pas de lancer un projet économiquement viable ; le groupe n'a plus de projet en Pologne.
Au début février 2015, Chevron a annoncé la cessation de ses opérations d’exploration de gaz de schiste dans le pays, après Exxon Mobil, Total, Marathon Oil, Talisman et ENI. Seules trois compagnies restent désormais actives : l’irlandais San Leon et les compagnies nationales polonaises PGNiG et PKN Orlen. L'ensemble des compagnies ont foré au total 66 puits d’exploration, dont 25 avec la technologie de la fracturation hydraulique, mais aucun ne s’est avéré exploitable commercialement : la roche ne répond pas à la fracturation, et le flux d’hydrocarbures n’est pas suffisant. Selon le Boston Consulting Group, l'avenir du gaz de schiste en Pologne est compromis, sauf bonne nouvelle dans les six mois. Fin 2016, les compagnies parapubliques polonaises PGNiG et PKN Orlen abandonnent à leur tour la recherche de gaz de schiste dans le pays.

#### Royaume-Uni
En 2009, Eurenergy Resource Corporation a annoncé vouloir exploiter du gaz de schiste dans le bassin Weald, au  sud du pays. Le premier ministre britannique David Cameron a promis des incitations fiscales  pour les collectivités de ce territoire. La société française Total s'est lancé dans cette recherche (après avoir acquis une licence d'exploitation de ces nouveaux hydrocarbures).
En 2015, plusieurs restrictions sont apportées à l’exploration du gaz de schiste anglais : en janvier, le Parlement interdit la fracturation hydraulique sous les parcs nationaux et autres sites protégés. Selon le « Guardian », pas moins de 40 % des zones ouvertes à l’exploitation ne le seront plus avec ces nouvelles règles. Quelques jours plus tard, les Parlements écossais et gallois votent un moratoire pour tous leurs territoires. Enfin, les autorités locales du Lancashire, au nord-ouest de l’Angleterre, pourraient interdire un projet de forage de la société Cuadrilla, les riverains redoutant les nuisances provoquées par les camions acheminant des centaines de tonnes d’eau et de sable qui seront injectés dans le sous-sol pour extraire le gaz ; un tel précédent serait fatal pour le gaz de schiste.
Sept ans après avoir interrompu ses forages en raison des séismes qu'elle avait provoqués, la société Cuadrilla Resources a été autorisée à reprendre, à la mi-octobre 2018, l'exploitation de gaz de schiste sur le site de Little Plumpton, près de Blackpool, au nord-ouest de l'Angleterre. Mais ces nouveaux forages ont causé plusieurs mini-séismes, dont deux d'une magnitude supérieure à 0,5 sur l'échelle de Richter, seuil au-dessus duquel la réglementation britannique impose un arrêt de 18 heures de l'exploitation. La société réclame un relèvement de ce seuil, arguant qu'en dessous de 1,5 rien n'est perceptible depuis la surface et qu'aux États-Unis la limite déclenchant une telle suspension d'activité est fixée entre 2,7 et 4,5 selon les États ; une telle comparaison est néanmoins difficile à établir, tant le Royaume-Uni est plus densément peuplé.
Le 2 novembre 2019, le gouvernement britannique décrète un moratoire sur la technique de la fracturation hydraulique pour extraire du gaz de schiste à la suite de plusieurs séismes déclenchés par ce procédé. En août 2019, une vive secousse de 2,9 sur l'échelle de Richter a conduit la société Cuadrilla à suspendre indéfiniment son forage de Preston New Road, près de Blackpool (nord-ouest). Depuis l'autorisation de la fracturation hydraulique, seuls trois puits avaient été forés et aucune exploitation de gaz de schiste n'avait débuté.
En septembre 2022, le moratoire est officiellement levé par le nouveau gouvernement britannique.

#### Suède
La Royal Dutch Shell évalue la viabilité des schistes d'alun, dans le sud de la Suède, comme source de gaz de schiste,.

#### Ukraine
En janvier 2013, le gouvernement ukrainien a signé des accords avec Royal Dutch Shell PLC pour une exploitation sur le champ de gaz de Yuzivska, dans l'oblast de Donetsk, à l'Est de l'Ukraine et avec Chevron Corp pour une exploitation aux alentours d'Olesko, dans l'oblast de Lviv, à l'Ouest de l'Ukraine. D'après Chevron, le champ de gaz de schiste d'Olesko s'étendrait sur 1,6 million d'acres (6 350 km2) ; Chevron a signé en 2013 avec le gouvernement ukrainien un accord lui attribuant une part de 50 % du gisement ainsi que son exploitation ; de nouvelles négociations ont eu lieu en début d'année 2014 pour préciser les modalités (Joint Operating Agreement).
La compagnie nationale ukrainienne, Burisma chargée d'explorer les gisements dans le gaz de schiste dans la région russophone de Donetsk où se situe le champ de gaz de Yuzivska s'est vue opposée une forte mobilisation citoyenne à Slavyansk où doit avoir lieu le forage. Après les progrès de l’armée régulière ukrainienne sur le terrain dans la guerre civile ukrainienne de 2014, celle-ci a été chargée de sécuriser les zones de forage. Hunter Biden, un des fils du vice-président des États-Unis, Joe Biden a été placé au directoire de la société Burisma afin de superviser les opérations,

### Asie-Pacifique

#### Australie
Beach Petroleum Limited a annoncé son intention de forer pour du gaz de schiste dans le bassin de Cooper, en Australie-Méridionale.

#### Chine
La Chine s'est fixé un objectif de production de 30 milliards de mètres cubes par an à partir des schistes, ce qui équivaut à presque la moitié de sa consommation de gaz en 2008. On rapporte que les zones potentielles sont très répandues en Chine, mais encore peu développées. Les autorités chinoises ont confirmé ces ambitions en prenant une participation début mars de 2 % dans Total. Le groupe Français a passé un préaccord avec Sinopec qui devrait permettre à la Chine de voir sa production annuelle de gaz de schiste passer à 6,5 milliards de mètres cubes en 2015 puis devrait être comprise entre 60 et 100 milliards de mètres cubes d'ici à 2020.
Les bassins du Sichuan, d'Ordos et de Tarim, ainsi que la municipalité de Chongqing et les provinces du Hubei, du Guizhou et du Hunan, possèderaient d'importantes réserves de ce gaz, selon une enquête du ministère chinois du Territoire et des Ressources.
En novembre 2009, le président américain Barack Obama s'est engagé à partager les technologies d'extraction des gaz de schiste avec la Chine et à encourager les investissements américains dans le développement des gaz de schiste chinois.
La Chine a ouvert un centre national de recherche sur le gaz de schiste en août 2010 et semble souhaiter accélérer la production de gaz de schiste avec ses propres technologies afin d’atteindre l’objectif national de production de 6,5 milliards de mètres cubes de gaz de schiste en 2015.
La Chine dispose du potentiel le plus important au monde avec 31 500 Gm3 (milliards de mètres cubes) de réserves techniquement récupérables selon l'administration américaine, mais son exploitation se heurte à des difficultés majeures : les champs sont souvent situés dans des zones montagneuses et à 2000, voire 2 500 mètres de profondeur, ce qui rend les forages compliqués et coûteux ; les roches des gisements sont souvent fracturées, ce qui limite les quantités accessibles ; enfin l'eau, indispensable pour la fracturation, est souvent rare. Le site de Fuling, dans le bassin du Sichuan, fait figure d'exception ; exploité par Sinopec en partenariat avec les autorités locales, il contient 381 Gm3, soit plus de 9 fois la consommation annuelle française ; sa production s'étalera sur 20 ans ; il assure les trois quarts de la production de gaz non conventionnels de la Chine. Mais les experts doutent que la réussite de Fuling puisse être répliquée. Les majors qui avaient signé 14 accords d'études entre 2010 et 2013, dont Shell, Chevron, Total et Eni, ont tous abandonné depuis ; seul BP poursuit son partenariat avec Petrochina ; les entreprises chinoises qui avaient emporté la plupart des blocs soumis à enchères n'ont pas tenu leurs engagements. L'objectif de production annuelle du gouvernement pour 2020 a été ramené de 60 à 30 Gm3, mais même ce niveau va être difficile à atteindre.
Le champ de Fuling exploité par Sinopec dans le Sichuan a commencé à produire en 2013 ; certains puits vont chercher le gaz de schiste jusqu'à 4 900 mètres de profondeur ; sa production est passée de 0,14 Gm3 en 2014 à 3 Gm3 en 2015 et plus de 5 Gm3 visés en 2016 ; Sinopec se fait fort de parvenir à 10 Gm3 fin 2017, malgré la baisse des subventions de l'État, qui passeront de 40 centimes par mètre cube en 2015 à 30 centimes en 2016 et à 20 centimes en 2018.

#### Inde
Reliance Industries Limited (E & P), RNRL et Genpact ont exprimé leur intérêt dans le développement des gaz de schiste en Inde. Reliance Industries a investi 1,7 milliard de US$ pour acquérir une participation de 40 % dans Atlas Energy, qui possède des droits gaziers dans le Marcellus Shale dans le nord-est des États-Unis. L'exploitation des gaz de schiste en Inde est compliquée par le fait que les baux d'exploration pétrolière émis par le gouvernement ne sont valides que pour les ressources conventionnelles et ne comprennent pas les sources non conventionnelles, comme le gaz de schiste.
En août 2010, une délégation de fonctionnaires du Ministère du Pétrole, dirigée par le directeur général des hydrocarbures, a rencontré des représentants de l'US Geological Survey à Washington dans le but d'établir une collaboration afin d'identifier et d'exploiter cette ressource en Inde. Les géologues indiens ont procédé à l'identification préliminaire de certaines zones propices, dont le bassin de Cambay au Gujarat, le bassin Assam-Arakan dans le nord de l'Inde, et le bassin du Gondwana dans le centre du pays.

### Moyen-Orient

#### Arabie saoudite
Saudi Aramco signe en 2019 un accord avec l'américain Sempra Energy, s'engageant à lui acheter 5 millions de tonnes de gaz naturel liquéfié (GNL) par an pendant vingt ans et à cofinancer un projet de terminal de liquéfaction et d'exportation à Port Arthur, au Texas, dont il détiendra 25 %. L'Arabie saoudite investit massivement dans le gaz naturel, moins cher et moins polluant que le pétrole, et dont les perspectives sont meilleures ; elle sécurise aussi un approvisionnement bon marché pour ses propres centrales électriques, aujourd'hui dépendantes du pétrole, afin de pouvoir exporter une part plus importante de sa production de brut.
Le royaume compte aussi exploiter ses propres réserves de gaz de schiste dont le potentiel est estimé par Rystad Energy à près de 58 Tcf (milliards de pieds cubes), ce qui placerait l'Arabie saoudite au huitième rang mondial pour le gaz de schiste, loin derrière les États-Unis, mais à un niveau proche de l'Australie, de l'Argentine ou de l'Inde. Le principal problème à résoudre sera celui de l'accès à l'eau, indispensable à la fracturation hydraulique ; la solution la plus évidente serait de dessaler de l'eau de mer et de l'acheminer par pipeline vers les sites de production, mais cela nécessitera des investissements importants.

#### Turquie
Des prospections ont été réalisées dans la province de Diyarbakır et laissent penser que la Turquie abrite dans son sous-sol 20 000 milliards de m3 de gaz et 500 milliards de barils de pétrole selon les estimations d'ExxonMobil, Shell et TPAO,.